# Sus scrofa
Il cinghiale (Sus scrofa Linnaeus, 1758) è un mammifero artiodattilo della famiglia dei suidi.
Originario dell'Eurasia e del Nordafrica, nel corso dei millenni il cinghiale è stato a più riprese decimato e reintrodotto in ampie porzioni del proprio areale ed anche in nuovi ambienti, dove si è peraltro radicato talmente bene, grazie alle sue straordinarie doti di resistenza e adattabilità, da essere considerato una delle specie di mammiferi a più ampia diffusione; ed è arduo tracciarne un profilo tassonomico preciso, in quanto le varie popolazioni, originariamente pure, hanno subito nel tempo l'apporto di esemplari alloctoni o di maiali rinselvatichiti.
Da sempre considerato al contempo una preda ambita per la sua carne ed un fiero avversario per la sua tenacia in combattimento, solo nel corso del XX secolo ha cessato di essere una fonte di cibo di primaria importanza per l'uomo, soppiantato in questo dal suo discendente domestico, il maiale. Per lo stretto legame con l'uomo, il cinghiale appare frequentemente, e spesso con ruoli da protagonista, nella mitologia di molti popoli.

## Descrizione

### Dimensioni
Gli esemplari adulti misurano fino a 180 cm di lunghezza, per un'altezza al garrese che può sfiorare il metro e un peso massimo di un quintale circa. Sussistono tuttavia grandi variazioni di dimensioni e peso a seconda delle sottospecie, con tendenza all'aumento dei sopracitati parametri in direttrice Sud-Ovest/Nord-Est: gli esemplari spagnoli di cinghiale, infatti, raramente superano gli 80 kg di peso, mentre in Russia si ha notizia di esemplari di peso superiore ai 250 kg; i maschi hanno dimensioni e peso ben maggiori rispetto alle femmine.
Nelle Alpi italiane il peso degli adulti oscilla tra i 100 e i 200 kg; nel Centro-sud e in Sardegna il peso medio è sugli 80-90 kg.

### Aspetto

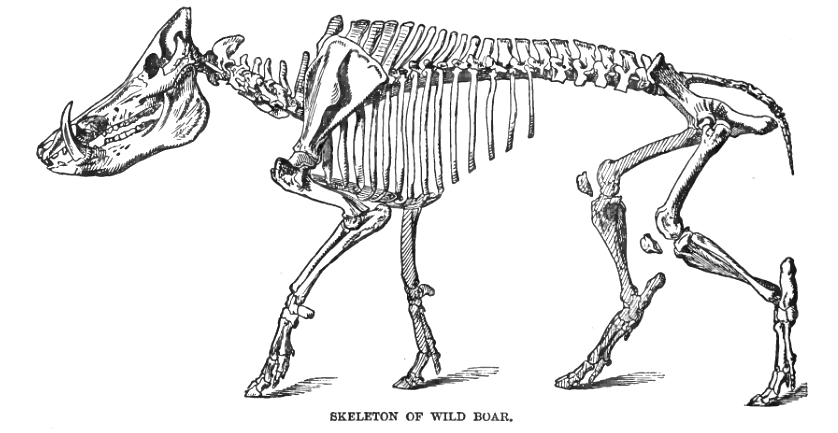
Uno scheletro di cinghiale maschio; notare la costituzione massiccia della testa rispetto al corpo.

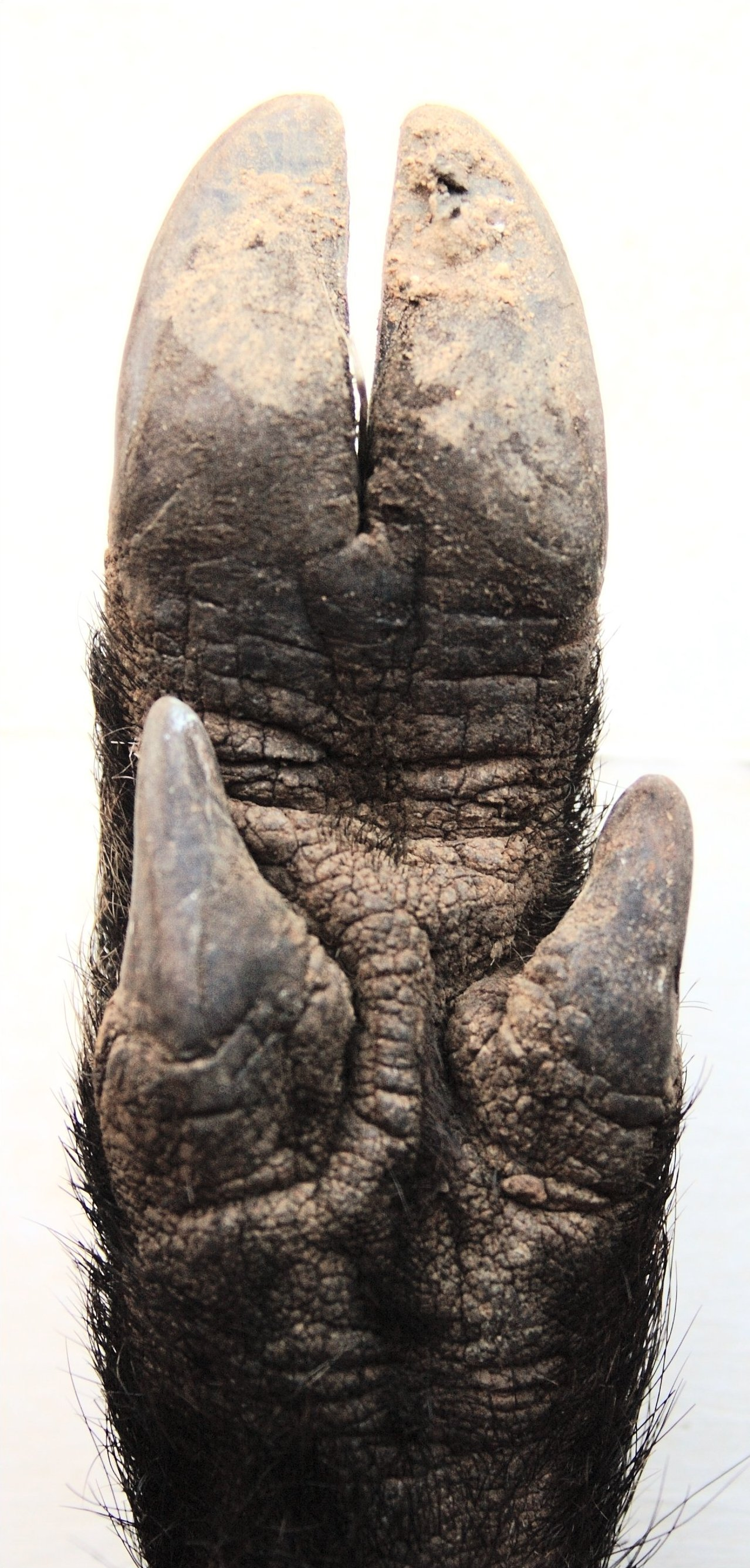
Zoccolo di cinghiale

Il cinghiale ha costituzione massiccia, con corpo squadrato e zampe piuttosto corte e sottili. Ciascun piede è dotato di quattro zoccoli, dei quali i due anteriori, più grossi e robusti, poggiano direttamente sul terreno, mentre i due laterali sono più corti e poggiano sul terreno solo quando l'animale cammina su terreni soffici o fangosi, favorendo una migliore distribuzione del peso e impedendogli di sprofondare. Nonostante le piccole zampe, il cinghiale si muove piuttosto velocemente, solitamente al trotto, ed è in grado di galoppare molto velocemente anche nel fitto del bosco, per esempio durante una carica o una fuga, seguendo quasi sempre traiettorie rettilinee.
La coda è pendula e può misurare fino a 40 cm di lunghezza; è interamente ricoperta di setole, che formano un ciuffetto di peli al suo apice. L'animale la agita quando è infastidito o irritato, ma la impiega anche come scacciamosche.

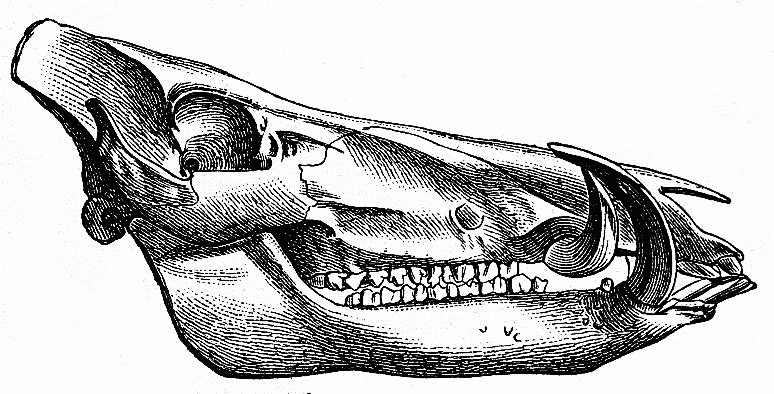
Raffigurazione del cranio di un maschio di cinghiale; notare le zanne ricurve verso l'alto e il lungo osso fognaiuolo al termine del muso.

La testa, grande e massiccia, è dotata di un lungo muso conico che termina in un grugno (o grifo) cartilagineo poggiante su un disco muscolare, che assicura grande mobilità e precisione. Grazie alla ricca innervazione, il grugno del cinghiale possiede inoltre grande sensibilità tattile e olfattiva. Il grugno è assicurato al muso grazie a un osso prenasale assai allungato, detto osso fognaiuolo. La fronte, soprattutto nei maschi anziani, è praticamente perpendicolare al muso. Il collo è corto e tozzo e appare praticamente assente nei mesi invernali, con la testa che pare innestarsi direttamente sul torso, quando l'animale è ricoperto da un pelo più folto.
Gli occhi sono obliqui, piuttosto piccoli e posti lateralmente sul cranio, per assicurare al cinghiale una visione quanto più ampia possibile e non essere perciò preso alla sprovvista; la vista è tuttavia piuttosto debole, a vantaggio di altri sensi, come l'olfatto e l'udito. Le orecchie sono di media grandezza e sono portate diritte.

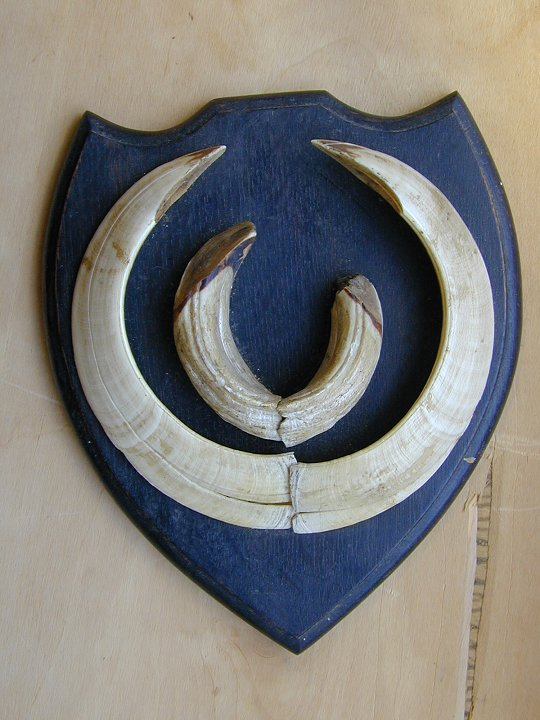
Zanne di cinghiale esposte come trofeo di caccia: quelle interne sono i denti superiori detti coti, quelle esterne sono i denti inferiori detti difese.

La dentatura del cinghiale si compone di 44 denti, che rivelano abitudini alimentari opportunistiche: dodici incisivi, quattro canini, sedici premolari e dodici molari. Gli incisivi e i premolari tendono a cadere con l'età, mentre i molari sono permanenti; questi hanno forma appiattita e servono a triturare il cibo.
Sono però i canini, spesso chiamati anche zanne, la caratteristica principale del cinghiale. Si tratta di denti a crescita continua, presenti in ambedue i sessi, ma solo nel maschio hanno dimensioni tali da fuoriuscire dalla bocca. I canini inferiori, detti difese, sono più grandi di quelli superiori, detti coti. Profondamente conficcati nella mandibola, possono raggiungere (nel maschio) anche i 30 cm di lunghezza, mentre sono considerate normali lunghezze fra i 15 e i 20 cm, di cui meno della metà protrudono dalla bocca; i canini inferiori crescono con un'incurvatura verso l'alto di 180°, interferendo con i canini superiori e mantenendoli sempre affilati. Zanne eccessivamente lunghe risultano svantaggiose: incurvandosi all'indietro divengono inutili come arma di offesa. Le zanne cominciano a spuntare a partire dal secondo anno di età e nel giro di un anno le inferiori oltrepassano di misura le superiori in lunghezza.
Nelle femmine i canini inferiori misurano sempre meno di 10 cm, mentre i canini superiori sono piccoli e rivolti verso il basso; solo nelle femmine più anziane essi tendono a piegarsi verso l'alto. Lo sfregamento fra canini superiori e inferiori e fra canini superiori e incisivi inferiori, con i quali combaciano, fa sì che le zanne mantengano sempre un orlo tagliente. Le zanne hanno una duplice funzione: sono infatti utilizzate sia come strumenti da lavoro, per esempio per lo scavo nel terreno, sia come strumenti di difesa o offesa, per difendersi dai predatori o per competere con gli altri esemplari durante il periodo degli amori.
La pelle è molto spessa e poco vascolarizzata, spesso con presenza di cuscinetti adiposi sottocutanei; è una vera e propria corazza, che rende l'animale immune alle punture di insetti e alle piante spinose del sottobosco, e lo preserva dai morsi di vipera (a meno che non siano assestati in punti nevralgici, come il grugno). Ad eccezione di alcune parti della testa e della parte inferiore delle zampe, la pelle è quasi totalmente ricoperta da setole rigide, frammiste a un sottopelo lanoso più fine e morbido, che isola termicamente il corpo. Le setole sono rivolte all'indietro (verso la coda) su tutto il corpo, tranne che su petto e ventre, dove sono rivolte in avanti. Sulla fronte e sulle spalle il manto forma una sorta di criniera, più evidente in alcune sottospecie: quando l'animale è irritato o impaurito, drizza la criniera, il che lo rende ancora più grande e massiccio alla vista di quanto non sia in realtà.
Il mantello invernale, folto e di colore scuro, nei mesi primaverili lascia il posto al mantello estivo, con perdita della maggior parte del sottopelo e setole dalla punta di colore chiaro. La colorazione del manto varia anche molto a seconda delle popolazioni di cinghiali, mantenendosi tuttavia in una gamma di colori dal bruno-rossiccio al nerastro: in Asia Centrale vi è un'inusuale abbondanza di esemplari di colore biancastro (non però albini), in Russia occidentale sono frequenti animali rossicci, mentre in Manciuria abbondano gli esemplari nerastri. Sporadicamente (tre individui ogni cento circa) sono avvistati cinghiali con pezzature scure di varia grandezza: tale mutazione recessiva è frutto di incroci con maiali domestici.
Gli individui pezzati, come dimostrato da studi compiuti negli anni settanta, hanno indici di mortalità più elevati rispetto ai conspecifici "normali", poiché il loro pelo è meno termoisolante. Il verso del cinghiale è il grugnito, assai simile a quello del maiale: messo di fronte a un pericolo, tuttavia, l'animale sbuffa rumorosamente dalle narici ed emette un brontolio gutturale. Qualora spiazzato o impaurito, invece, il cinghiale emette un acuto gemito.

## Biologia

### Comportamento

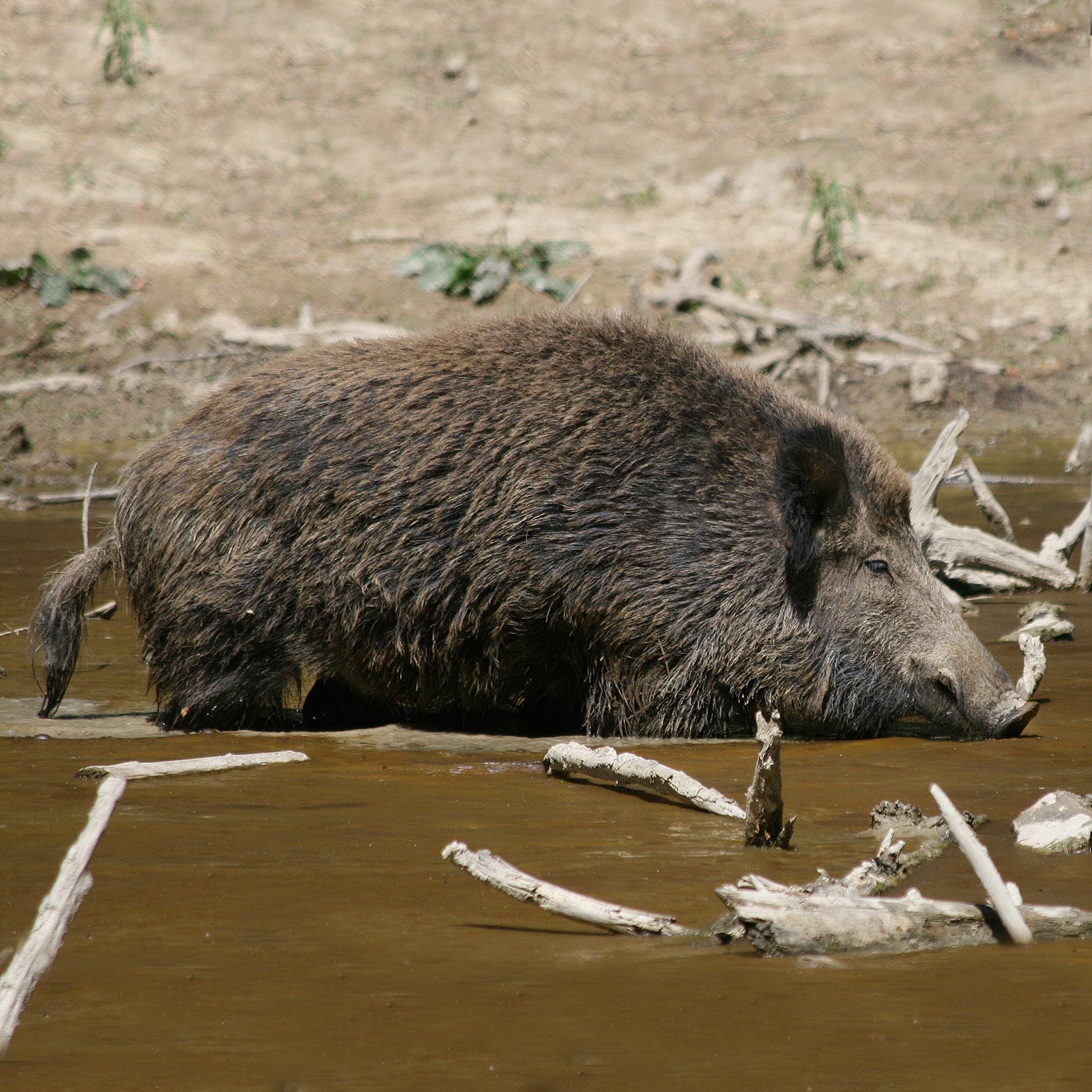
Cinghiale in una pozza fangosa; l'acqua è un elemento sempre presente nel territorio di questi animali.

Si tratta di animali dalle abitudini crepuscolari e notturne: durante il giorno, i cinghiali riposano distesi in buche nel terreno che essi stessi scavano con il muso e gli zoccoli fra i cespugli, per poi ingrandirle con l'usura. Durante l'inverno, tali buche vengono spesso imbottite con frasche e foglie secche. Numerosi punti di riposo si trovano anche lungo i tragitti percorsi dagli animali durante la notte, che collegano le zone di foraggiamento con la tana principale e gli abbeveratoi. Alcuni individui sono stati osservati strappare l'erba alta e le canne per poi porle fra i rami bassi e i cespugli, in modo tale da crearsi dei ripari: in questo senso, i cinghiali sarebbero fra i pochissimi ungulati (assieme ad altri suidi) a costruirsi una tana.
I cinghiali sono animali sociali, che vivono in gruppi composti da una ventina di femmine adulte con i propri cuccioli, guidate dalla scrofa più anziana: in alcune zone con grande ricchezza di cibo, tuttavia, si trovano gruppi comprendenti anche più di cinquanta animali, spesso frutto della fusione di più gruppi. I maschi più anziani conducono una vita solitaria per la maggior parte dell'anno, mentre i maschi giovani che ancora non si sono accoppiati tendono a riunirsi in gruppetti. Ciascun gruppo occupa un proprio territorio, che si estende su un'area ampia circa una ventina di chilometri quadrati e viene delimitato tramite secrezioni odorose delle zone labiale e anale: i territori dei maschi sono solitamente più grandi di quelli delle femmine, anche del doppio. Generalmente, il gruppo rimane nello stesso territorio finché le risorse sono sufficienti al proprio sostentamento, per poi abbandonarlo alla ricerca di aree più ricche di cibo qualora la disponibilità alimentare diminuisca: questo spiega l'apparizione improvvisa di cinghiali in aree dove storicamente la loro presenza non è contemplata.
I vari esemplari comunicano fra loro attraverso una vasta gamma di suoni, che comprendono una serie di grugniti a varie frequenze, come anche grida e ruggiti che possono avere la funzione di comunicare la propria appartenenza a un gruppo o la disponibilità all'accoppiamento e al combattimento: l'emissione di suoni si accompagna anche alla comunicazione olfattiva tramite gli odori corporei o le secrezioni ghiandolari. Spesso gli esemplari di uno stesso gruppo praticano una sorta di grooming, lisciandosi vicendevolmente il pelo del dorso con la lingua o il grugno.
I cinghiali sono noti per il temperamento aggressivo: qualora presi alla sprovvista o messi alle strette, infatti, questi animali, anche se feriti o debilitati, attaccano senza pensarci due volte, combattendo strenuamente e risultando molto pericolosi. La diversa conformazione delle zanne nei due sessi provoca anche una diversa reazione davanti al pericolo: mentre il maschio carica a testa bassa, per poi menare fendenti verso l'alto e lateralmente, al fine di sventrare l'aggressore, la femmina si getta sul nemico tenendo la bocca aperta e azzannandolo a ripetizione, spesso infierendo sul suo corpo anche dopo averlo atterrato.

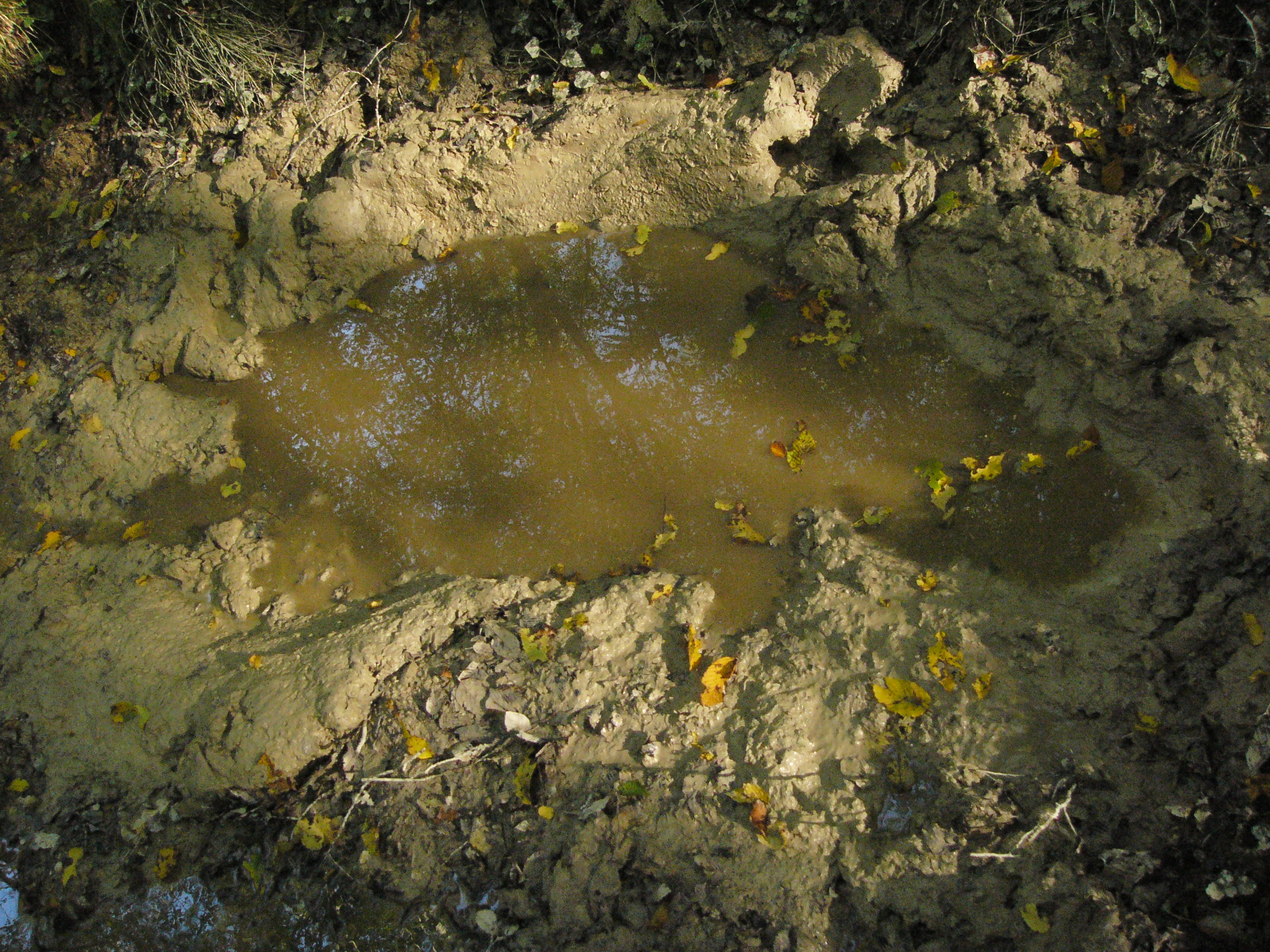
Una pozza scavata da un cinghiale: questi animali sono soliti rotolarsi nel fango per rinfrescarsi e tenere lontani i parassiti.

Nonostante la credenza popolare che lo vede come un animale sudicio, il cinghiale cura molto la propria igiene: l'abitudine di rotolarsi nel fango, detta insoglio, è la prima azione che l'animale compie dopo essersi svegliato e ha la duplice funzione di rinfrescare il corpo nei mesi caldi, proteggendolo inoltre da scottature dovute ai raggi solari, e di favorire la cicatrizzazione delle numerose ferite più o meno gravi che l'animale si procura in combattimento o attraverso il semplice movimento nel sottobosco spinoso. Per scrostarsi di dosso il fango essiccato, poi, l'animale si sfrega periodicamente contro superfici verticali, come massi e tronchi d'albero (soprattutto querce e abeti rossi). Laddove siano assenti pozze d'acqua atte all'insoglio, il cinghiale ne ricava una smuovendo la terra con il grugno e urinandovi, per poi rotolarsi nell'impasto ottenuto.

### Predatori

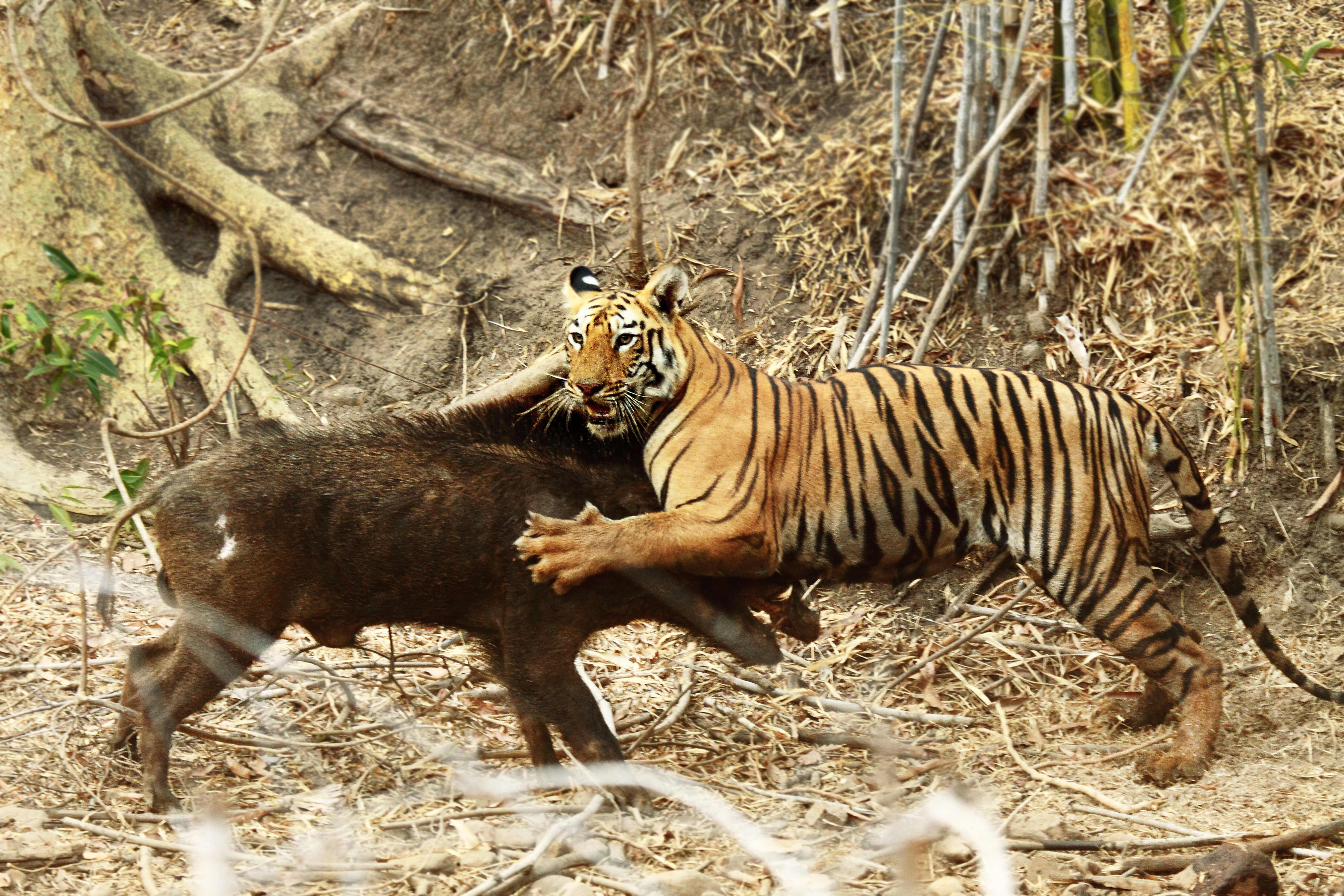
Cinghiale attaccato da una tigre

I cinghiali sono grossi e forti, e non esitano ad attaccare se disturbati: per questo motivo, è piuttosto raro che un predatore scelga di cacciare questi animali, qualora disponga di altre specie meno impegnative. Il principale predatore dei cinghiali è l'uomo; nelle regioni in cui le due specie si trovano a convivere, tuttavia, anche le tigri cacciano i cinghiali, piombando dall'alto e finendoli azzannando la gola, per evitare che l'animale reagisca e controattacchi..
Anche il lupo preda il cinghiale: nonostante tendano a nutrirsi dei cuccioli lasciati incustoditi, alcune popolazioni locali di lupo (fra cui quelle italiane, siberiane e spagnole) si nutrono abitualmente anche di cinghiali adulti. Il metodo di caccia raramente è impostato su un attacco diretto al cinghiale, che reagirebbe caricando a testa bassa: gli attacchi avvengono generalmente alle spalle (con qualche lupo che distrae l'animale) e sono indirizzati alla zona di carne morbida del perineo, provocando la morte dell'animale per dissanguamento. È stato dimostrato che la ricomparsa del lupo sulle Alpi italiane ha portato, nelle valli in cui si è insediato, a una scomparsa delle femmine e dei piccoli di cinghiale (in genere migrati nelle valli vicine), lasciando solo i maschi che possono opporre resistenza ai lupi. La caccia da parte dei lupi rende i cinghiali più aggressivi nei confronti di qualsiasi canide.

Altri predatori dei cinghiali sono: gli orsi, soprattutto in prossimità dell'inverno, quando hanno bisogno di incrementare le proprie scorte di grasso; i leopardi; le iene striate, anche se solo le sottospecie di maggiori dimensioni possono cacciare cinghiali adulti con successo, e i coccodrilli.

### Alimentazione

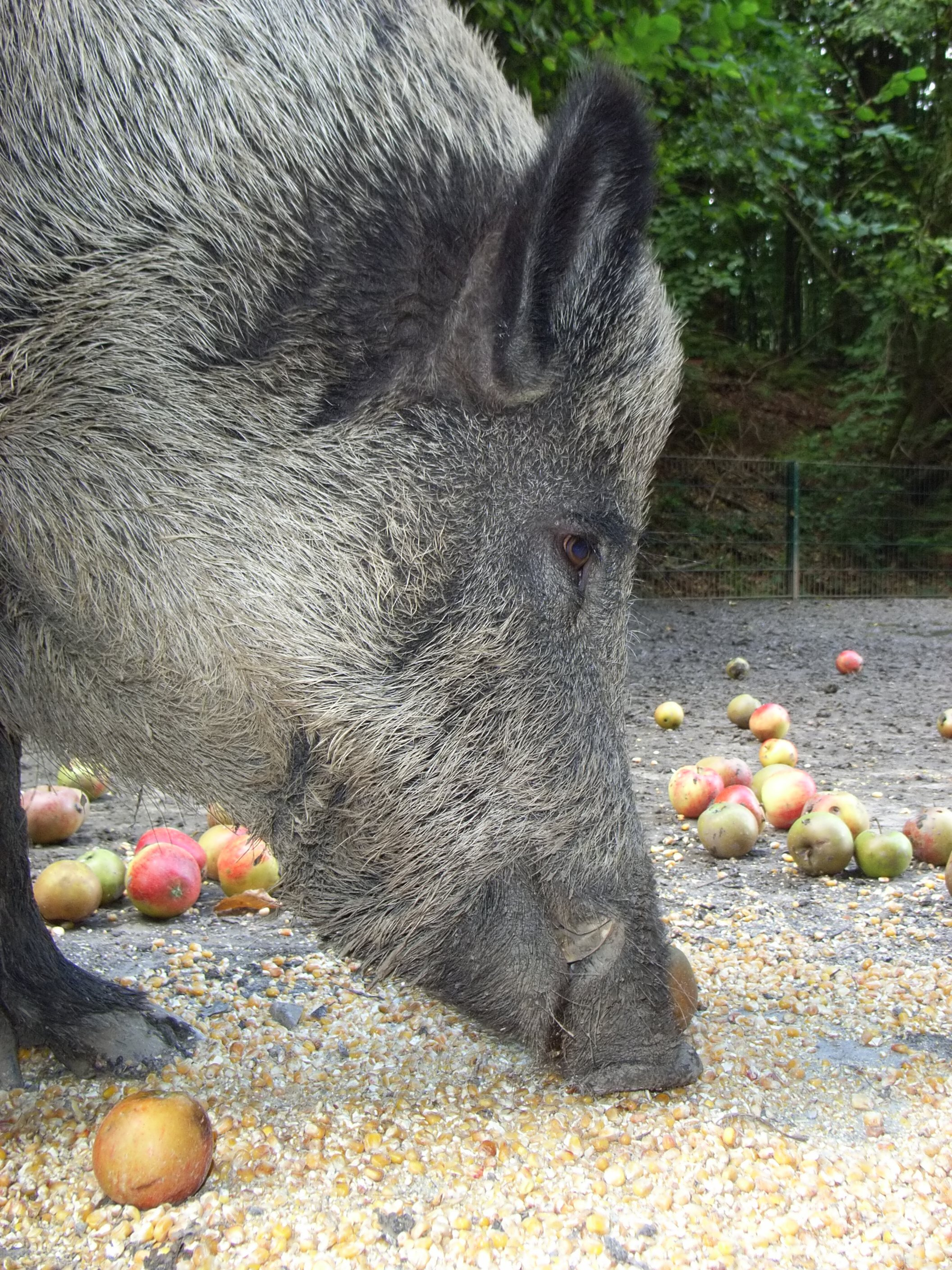
Un cinghiale mentre mangia frutta

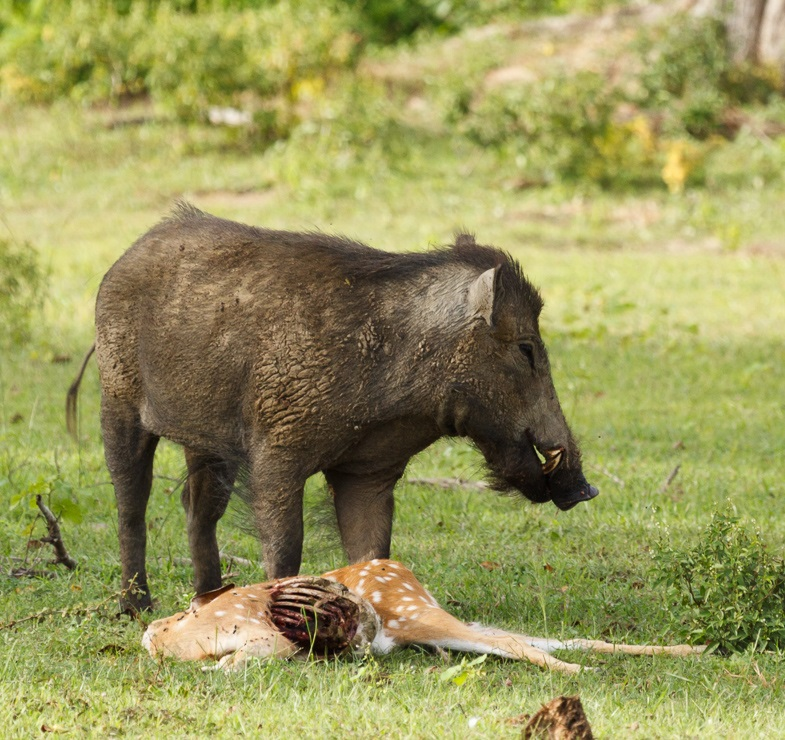
Un cinghiale indiano (Sus scrofa cristatus) mentre mangia una carogna

Si tratta di animali dalla dieta onnivora e molto varia, come dimostra la dentizione mista e lo stomaco scarsamente specializzato, con solo due compartimenti, a differenza dei tre dei pecari e dei quattro dei ruminanti. Pur nutrendosi principalmente di materiale vegetale, come ghiande (nei periodi in cui queste sono particolarmente abbondanti il cinghiale non mangia praticamente altro), frutti, bacche, tuberi, radici e funghi, il cinghiale non disdegna di integrare di tanto in tanto la propria dieta con materiale di origine animale, come insetti e altri invertebrati, uova e talvolta anche carne e pesce, provenienti questi principalmente da carcasse dissotterrate o trovate nei pressi dell'acqua.
Ogni tanto i cinghiali cacciano attivamente, scegliendo piccoli animali come rane, lucertole e serpenti, ma anche prede di una certa dimensione, come cervi ed agnelli. Il loro finissimo olfatto consente di fiutare il cibo anche se è sottoterra.

### Riproduzione

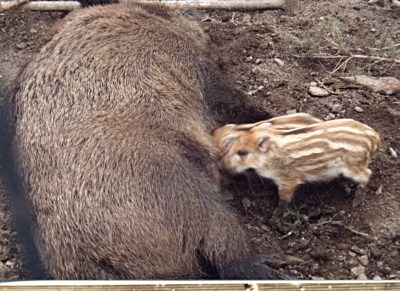
Femmina di cinghiale durante l'allattamento dei cuccioli

A seconda del clima e della disponibilità di cibo, la femmina può andare in estro da una a tre volte l'anno, con estro di tre giorni su cicli di tre settimane: in Italia le nascite si concentrano in primavera e alla fine dell'estate. Le femmine tendono a sincronizzare il loro ciclo estrale, in modo tale da allevare cuccioli di età simile, massimizzando le probabilità di sopravvivenza della prole.

Durante il periodo degli amori, i maschi abbandonano la vita solitaria per aggregarsi ai gruppi di femmine, spesso percorrendo anche grandi distanze sulla scia delle piste odorose e non nutrendosi né riposando per raggiungerne uno al più presto: una volta raggiunto il gruppo, per prima cosa il maschio desidera allontanare i maschi giovani che dovessero ancora trovarsi assieme alla femmina.
La presenza di numerosi maschi adulti in un gruppo, tuttavia, genera tensioni che si risolvono spesso in aspri combattimenti. Prima del combattimento vero e proprio i maschi compiono una serie di rituali di minaccia, consistenti nel faccia a faccia fra i due contendenti, che cominciano a spruzzare urina e raspare il terreno, sbattendo i denti e schiumando saliva per intimorire l'avversario; solo se questo rituale non scoraggia nessuno dei due maschi si passa alle vie di fatto. Durante il periodo degli amori i cinghiali maschi sviluppano la cosiddetta "armatura", ossia un ispessimento cutaneo adiposo che ricopre il collo e le spalle fino all'altezza dell'ultima costola, per difendersi nei combattimenti; durante il combattimento, infatti, i maschi cozzano testa contro testa, parando i colpi con l'armatura. Ciò non scongiura tuttavia il rischio di lesioni anche gravi, sebbene assai raramente mortali.
Una volta decretato il vincitore comincia la fase del corteggiamento: il maschio, emettendo un suono simile al rombo di un motore endotermico, comincia a inseguire la femmina più vicina. Una volta raggiuntala, esso comincia a massaggiarle in maniera piuttosto rude la schiena e i fianchi con il grugno, emettendo al contempo dei suoni particolari in maniera ritmica: in tal modo la femmina pronta all'accoppiamento si immobilizza, come ipnotizzata, permettendo al maschio di montarla. L'accoppiamento dura circa cinque minuti e avviene numerose volte e con numerose femmine (fino a otto per i maschi più forti e vigorosi), fino alla fine dell'estro della femmina: a questo punto, il maschio abbandona il gruppo e torna alla sua vita solitaria, almeno fino al successivo periodo degli amori.

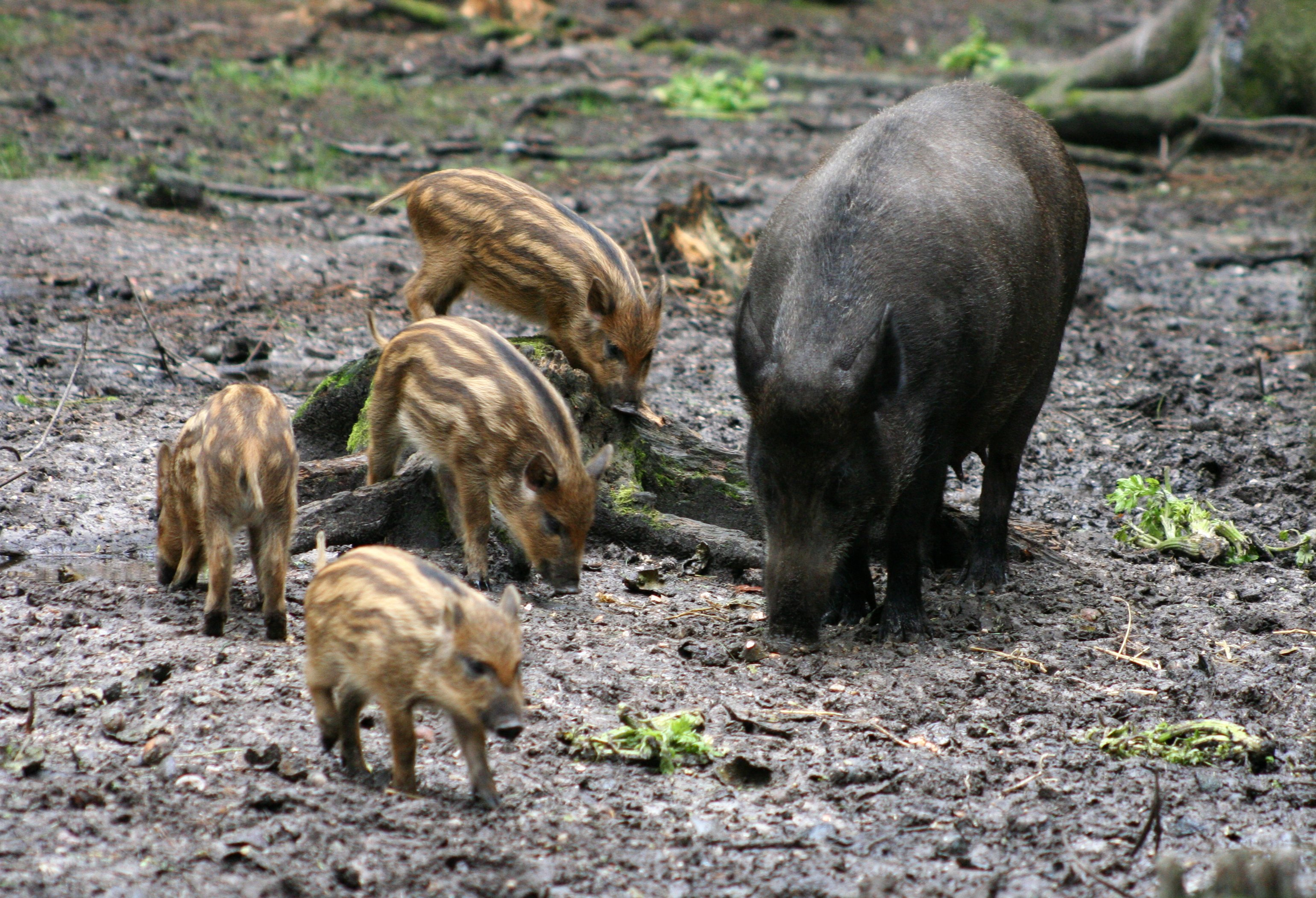
Una scrofa con cuccioli. Durante l'allevamento della prole, le femmine divengono particolarmente aggressive.

La gravidanza del cinghiale dura circa 115 giorni. In prossimità del parto, la femmina si isola dal resto del gruppo per costruirsi una tana nel folto della vegetazione, simile ai giacigli che essa è solita usare per la notte. Tale tana spesso ha apertura rivolta verso sud, sicché può essere meglio riscaldata dai raggi solari. In questa tana vengono dati alla luce i cuccioli, che sono in numero variabile da tre a dodici per ciascuna cucciolata. Alla nascita, i piccoli hanno gli occhi aperti e si affannano nella ricerca di uno dei dodici capezzoli materni, disposti in due file lungo il ventre della femmina: in caso di cucciolate particolarmente abbondanti, i cinghialetti più deboli sono perciò destinati a morire di inedia.
Il pelo del cucciolo è brunastro o rossiccio, con le punte dei peli giallastre, che contribuiscono a farlo sembrare più chiaro di quanto non sia in realtà: su schiena e fianchi sono presenti 4-5 striature orizzontali di un colore che va dal bianco al beige, che danno un forte effetto criptico sul sottobosco e sulla copertura di foglie morte del terreno. Ulteriori striature sono presenti sulla spalla e sul posteriore, mentre maculature dello stesso colore possono essere presenti sul muso del cucciolo: la disposizione delle strisce varia da individuo a individuo, sicché è possibile riconoscere individualmente i giovani cinghialetti.

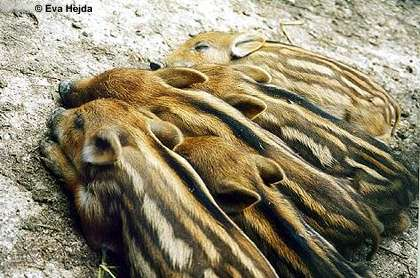
Cuccioli di cinghiale

Per la prima settimana dopo il parto, la femmina di cinghiale abbandona molto raramente la tana con i cuccioli, e se lo fa ha cura di nascondere la cucciolata coprendola con frasche e foglie durante la sua assenza. Le femmine sono estremamente protettive nei confronti della propria prole e durante l'allevamento della cucciolata diventano pericolose in quanto aggrediscono con potenti morsi alle zampe e al corpo qualsiasi intruso che per loro potrebbe rappresentare un pericolo per la progenie, sia esso un pericoloso predatore o anche solamente un visitatore a passeggio per il bosco. Qualora venga sottratto loro un figlio, le femmine inseguono il rapitore al galoppo per svariati chilometri.

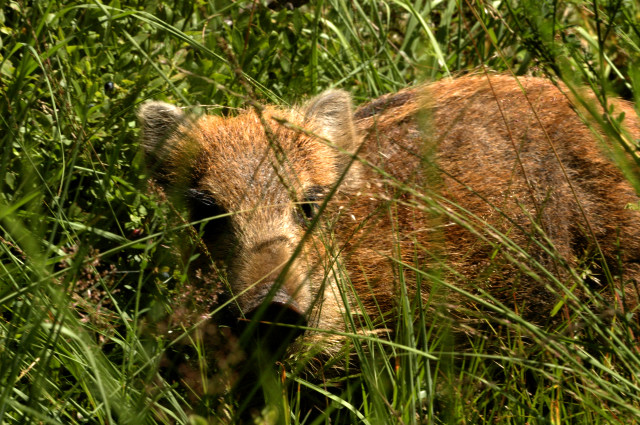
Un giovane cinghiale con la caratteristica colorazione subadulta

A una settimana di vita, i cuccioli sono in grado di seguire la femmina nei suoi spostamenti, tornando alla tana solo durante la notte. A due settimane di vita, i piccoli cinghialetti cominciano a grufolare nel terreno e ad assaggiare cibo solido, ma continuano a succhiare il latte materno almeno fino ai tre mesi di vita: lo svezzamento può dirsi completato solo dopo il quarto mese, ed è solo dopo questo traguardo che la femmina e i cuccioli (che proprio attorno al quarto mese perdono la colorazione giovanile del pelo, per acquisire la colorazione subadulta) fanno ritorno al proprio branco di origine.
L'indipendenza viene raggiunta attorno al settimo mese di vita; tuttavia i cuccioli tendono a restare con la madre anche fino a un anno di età, quando vengono scacciati dai maschi adulti bramosi di accoppiarsi con la femmina. Le femmine raggiungono la maturità sessuale attorno all'anno e mezzo di vita, mentre i maschi sono più tardivi e non completano lo sviluppo prima del secondo anno di età: raramente però riescono ad accoppiarsi prima del compimento del quinto anno, a causa della competizione con altri maschi più anziani e forti.
La speranza di vita dei cinghiali in natura si aggira attorno ai dieci anni, mentre in cattività possono sfiorare il trentesimo anno di età.

## Distribuzione e habitat

### Distribuzione

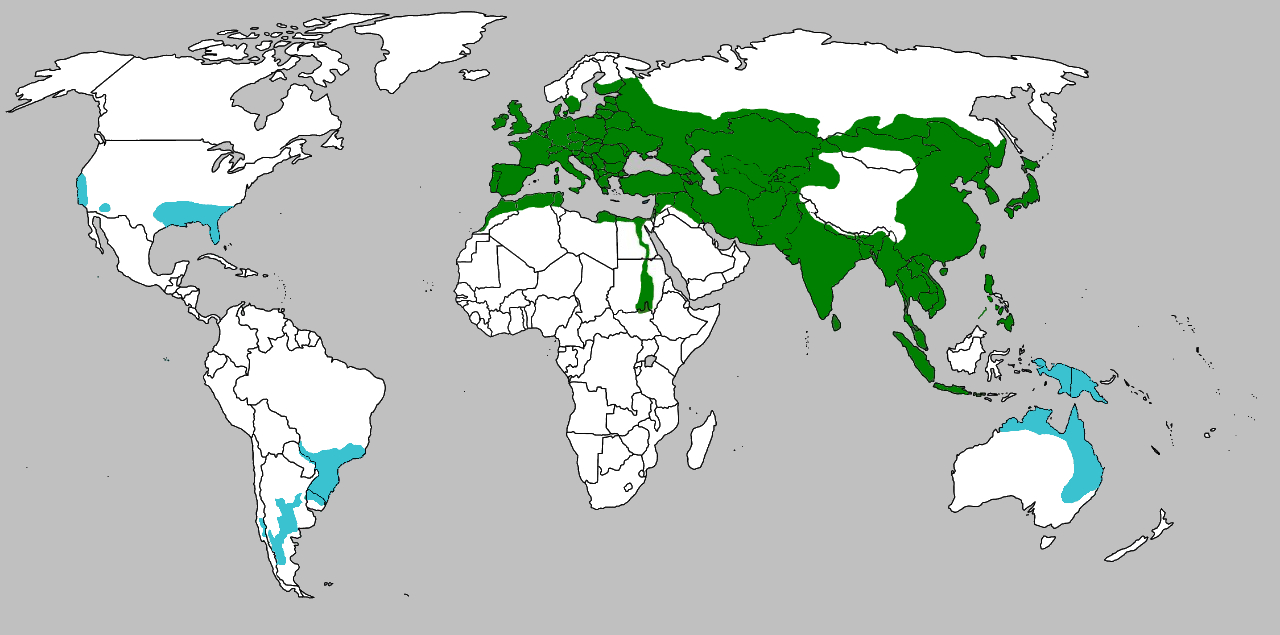
L'areale del cinghiale: in verde l'areale originario, in blu le zone in cui l'animale è stato introdotto.

Il cinghiale è originario dell'Eurasia e del Nordafrica ed era diffuso in tempi storici anche in Inghilterra e Irlanda. La forte pressione venatoria alla quale questo animale è stato praticamente da sempre sottoposto da parte dell'uomo ne provocò la scomparsa dalle isole britanniche probabilmente durante il corso del XIII secolo, salvo poi esservi reintrodotto a più riprese fra il 1610 (da parte del re Giacomo I) e il 1700: questi tentativi di reintroduzione del cinghiale, peraltro, si risolsero sempre in un fallimento, in quanto la pressione venatoria sulle popolazioni introdotte era sempre maggiore rispetto al ritmo riproduttivo di queste ultime.
Il cinghiale fu inoltre importato dagli spagnoli in America del Nord attorno alla metà del Cinquecento: esso si è naturalizzato in vaste aree degli Stati Uniti, dove è conosciuto con il nome colloquiale di razorback. Nel 1900 il cinghiale era sparito dalla Danimarca, dalla Tunisia e dal Sudan, mentre era sull'orlo dell'estinzione in Germania, Austria e Russia. La popolazione francese di cinghiali, invece, rimaneva stabile.
A partire dal 1950 l'areale del cinghiale tornò a espandersi e questi animali riconquistarono vaste porzioni del loro areale, diffondendosi a nord fino ad Arcangelo, oltre che in Danimarca e Svezia, complici le fughe di esemplari allevati in cattività e in seguito rinselvatichitisi. L'esplosione demografica del cinghiale negli anni del dopoguerra è dovuta a una serie di cause concatenate: fra queste, la più importante è lo spopolamento delle zone rurali e di media montagna a causa dell'ingente flusso migratorio verso le aree urbane, con il conseguente abbandono di vaste aree rurali che vennero prontamente ricolonizzate dagli abitanti del bosco, fra cui il cinghiale.
In Italia la specie è distribuita, seppure con areale discontinuo, dalla Valle d'Aosta fino alla Calabria, oltre che in Sardegna, in Sicilia, nell'isola d'Elba e in altre piccole isole, dove però è stato introdotto dall'uomo. Popolazioni meno numerose si incontrano in alcune regioni prealpine e sui monti di Lombardia, Veneto, Trentino e Friuli.
Recentemente l`espansione dei cinghiali è avvenuta anche in America del Sud. In origine, la presenza dei cinghiali era limitata a Argentina e Uruguay, quest'ultimo un paese di pochi abitanti, circa 3,5 milioni. Il cinghiale, verraco in spagnolo e javalí in portoghese, cominciò a spostarsi dall'Uruguay al sud del Brasile, per l'assenza di predatori naturali. Attualmente, dopo essere passato per il Paraná, Stato brasiliano del sud, è diffuso in Santa Caterina e Rio grande del Sud; è avvistato anche nello Stato di San Paolo. La caccia al cinghiale è autorizzata in Brasile dal gennaio 2013.
Il cinghiale oggi vive in tutto il Nord America (Alaska e Canada compresi), tutta la Russia e tutto il Sud America.
Il cinghiale è stato inserito nella lista di cento specie invasive molto dannose, stilata a livello planetario.
| Macroregioni     | Presenza   | Note                                                                   |
| ---------------- | ---------- | ---------------------------------------------------------------------- |
| Africa           | originale  | soprattutto nella zona centrale                                        |
| America del Nord | introdotto | soprattutto USA e America centrale                                     |
| America del Sud  | introdotto | diffusamente presente                                                  |
| Antartide        | assente    |                                                                        |
| Asia             | originale  | soprattutto sud-est asiatico, subcontinente indiano ed estremo oriente |
| Europa           | originale  | diffusamente presente, con alta densità, meno presente nel nord Europa |
| Oceania          | introdotto | soprattutto costa orientale e settentrionale                           |

### Habitat
I cinghiali europei sono tipici abitatori dei boschi ben maturi e in particolare dei querceti, mentre le sottospecie africane e asiatiche sembrano preferire le aree aperte e paludose. In generale il cinghiale si dimostra però assai adattabile in termini di habitat e colonizza praticamente ogni tipo di ambiente a disposizione, incluso quello urbano dove può trovare facilmente cibo nei contenitori di rifiuti. Nei territori occupati dai cinghiali deve tuttavia essere sempre presente una fonte d'acqua, dalla quale l'animale non si allontana mai molto.
Pertanto, il cinghiale evita le aree desertiche, rocciose e quelle a forte precipitazione nevosa, dove per l'animale risulta disagevole grufolare. I cinghiali, tuttavia, tollerano molto bene il freddo (resistono a temperature di decine di gradi al di sotto dello zero), mentre sono meno adattabili a climi eccessivamente caldi, dove danno segni di sofferenza: l'umidità dell'ambiente li interessa relativamente poco, grazie al pelo altamente isolante.

## Tassonomia
La tassonomia della specie è sempre stata piuttosto controversa, e i nuovi metodi di indagine sistematica non hanno contribuito a rendere la situazione più chiara, ponendo gli studiosi dinanzi a risultati nuovi e imprevisti.
La classificazione tradizionale riconosce molte sottospecie di cinghiale, differenziate fra loro principalmente in base alla forma e alla lunghezza dei canali lacrimali: questi ultimi sembrerebbero infatti essere in genere più corti nelle sottospecie asiatiche rispetto a quanto riscontrabile nelle sottospecie europee. Pertanto, utilizzando come criterio tassonomico la lunghezza dei suddetti canali, le sottospecie classificate sono:
- Sus scrofa affinis - comprendente le popolazioni diffuse in India meridionale e Sri Lanka;
- Sus scrofa algira - comprendente le popolazioni diffuse nel Magreb;
- Sus scrofa andamanensis - comprendente gli esemplari viventi nelle Isole Andamane;
- Sus scrofa attila - comprendente i grossi cinghiali diffusi nella penisola balcanica, recentemente introdotti in Italia, oltre che (secondo alcuni autori) le popolazioni presenti in Asia Minore e Iran;
- Sus scrofa baeticus - comprendente gli esemplari di piccole dimensioni diffusi nella parte sud-occidentale della penisola iberica;
- Sus scrofa barbarus - probabilmente sinonimo di Sus scrofa algira, diffusa anch'essa in Magreb;
- Sus scrofa castilianus - comprendente le popolazioni diffuse in Spagna centrale e settentrionale, di dimensioni medie maggiori rispetto alla sottospecie baeticus;
- Sus scrofa chirodonta - comprendente le popolazioni diffuse in Cina meridionale e sull'isola di Hainan;
- Sus scrofa coreanus -comprendente le popolazioni di cinghiale della Corea;
- Sus scrofa cristatus - il cinghiale indiano, diffuso in India centro-settentrionale ed Indocina;
- Sus scrofa davidi - comprendente le popolazioni di cinghiale viventi in Belucistan, Punjab e Kashmir;
- Sus scrofa domesticus - il comune maiale, a diffusione cosmopolita;
- Sus scrofa ferus
- Sus scrofa jubatus - comprendente i cinghiali diffusi in Malaysia;
- Sus scrofa leucomystax - il cinghiale giapponese;
- Sus scrofa libycus - comprendente le popolazioni mediorientali di cinghiale;
- Sus scrofa majori - comprendente i cinghiali dell'Italia centrale, più piccoli rispetto alla sottospecie nominale, ma con cranio più grosso e allargato in proporzione alle dimensioni;
- Sus scrofa meridionalis - il cinghiale sardo, probabilmente frutto del rinselvatichimento di suini allo stato iniziale del processo di domesticazione introdotti dall'uomo sull'isola;
- Sus scrofa milleri - probabilmente sinonimo di Sus scrofa vittatus;
- Sus scrofa moupinensis - comprendente le popolazioni diffuse in Cina centrale; Cinghiale nella mota, all'interno del Wisentgehege Springe, un parco faunistico nel comune di Springe (Germania)

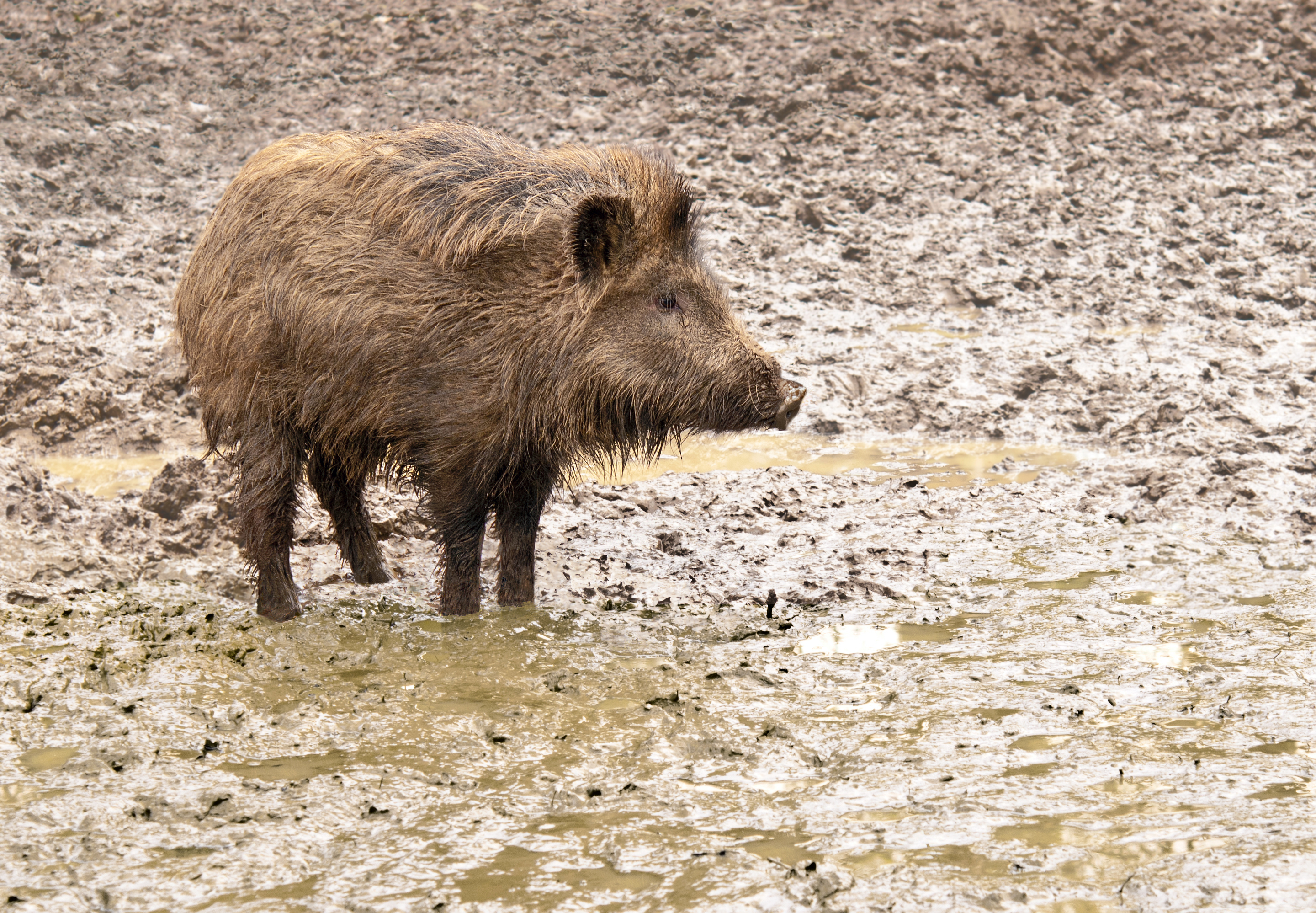
Cinghiale nella mota, all'interno del Wisentgehege Springe, un parco faunistico nel comune di Springe (Germania)

- Sus scrofa nicobaricus - comprendente i cinghiali viventi nelle isole Nicobare;
- Sus scrofa nigripes - comprendente le popolazioni diffuse in Asia Centrale;
- Sus scrofa papuensis - comprendente gli esemplari viventi in Nuova Guinea, dove rappresentano i mammiferi di maggiori dimensioni (sebbene siano i più piccoli fra i cinghiali);
- Sus scrofa reiseri - comprendente alcune popolazioni diffuse nella ex-Jugoslavia;
- Sus scrofa riukiuanus - comprendente i cinghiali diffuse nelle Ryūkyū;
- Sus scrofa scrofa - la sottospecie nominale, diffusa originariamente nella zona compresa fra la Francia e la Russia e successivamente introdotta anche in Scandinavia, Nordamerica e in generale in altre aree dove le popolazioni originarie di cinghiale erano scomparse;
- Sus scrofa sennaarensis - sottospecie diffusa un tempo in Egitto e Sudan, poi estinta;
- Sus scrofa sibiricus - comprendente i cinghiali diffusi in Siberia;
- Sus scrofa taivanus - sottospecie endemica dell'isola di Taiwan;
- Sus scrofa timorensis - comprendente le popolazioni di cinghiale dell'isola di Timor;
- Sus scrofa ussuricus - comprendente le popolazioni diffuse in Manciuria, fra le più grandi, caratterizzate dalla presenza di due caratteristici mustacchi bianchi;
- Sus scrofa vittatus - sottospecie (o, secondo alcuni, specie a sé stante) diffusa nell'arcipelago indonesiano;

Con l'evoluzione avvenuta in parallelo dei mezzi di indagine filogenetica e dell'analisi del DNA mitocondriale a fini tassonomici, si definì un tracciato piuttosto chiaro del percorso evolutivo della specie, in base al quale numerose popolazioni classificate come sottospecie risultarono in realtà forme di cinghiale evolutesi in seguito all'introduzione da parte dell'uomo in epoche arcaiche di esemplari appartenenti anche a sottospecie diverse, oppure frutto di incroci con esemplari di maiale sfuggiti alla cattività: premesse del genere hanno comportato la soppressione di numerose delle sottospecie "tradizionali".
Le sedici sottospecie riconosciute ufficialmente, pertanto, furono le seguenti:
- Sus scrofa algira Loche, 1867
- Sus scrofa attila Thomas, 1912
- Sus scrofa cristatus Wagner, 1839

- Sus scrofa davidi Groves, 1981

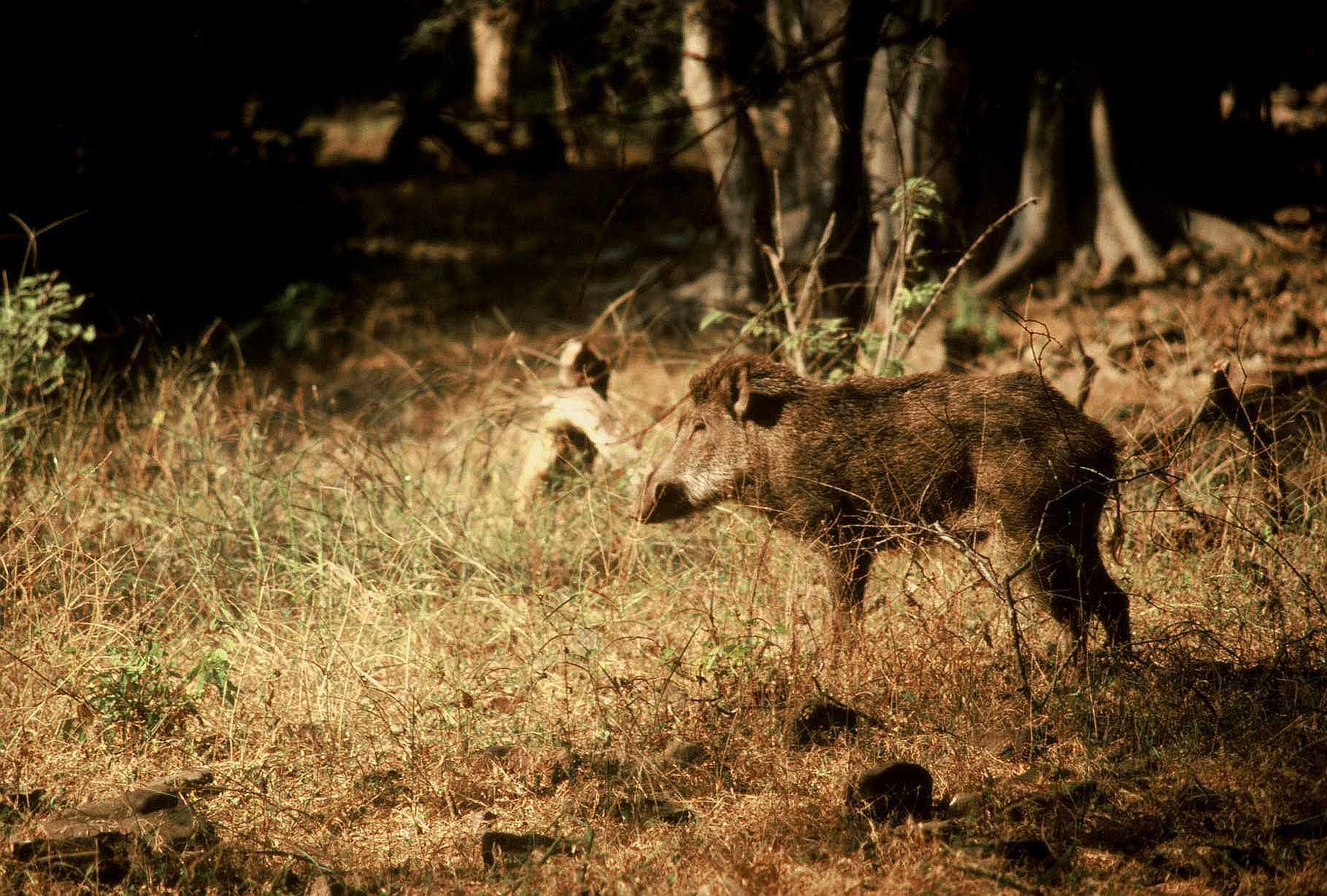
Cinghiale indiano (Sus scrofa cristatus)

- Sus scrofa leucomystax Temminck, 1842
- Sus scrofa libycus Gray, 1868
- Sus scrofa majori De Beaux e Festa, 1927
- Sus scrofa meridionalis Major, 1882
- Sus scrofa moupinensis Milne-Edwards, 1871
- Sus scrofa nigripes Blanford, 1875
- Sus scrofa riukiuanus Kuroda, 1924
- Sus scrofa scrofa Linneo, 1758
- Sus scrofa sibiricus Staffe, 1922
- Sus scrofa taivanus[23] Swinhoe, 1863
- Sus scrofa ussuricus Heude, 1888
- Sus scrofa vittatus Boie, 1828

A loro volta, queste sottospecie vengono suddivise ufficiosamente in quattro gruppi:
- razze indiane, comprendente le sottospecie "ufficiali" cristatus e davidi e la sottospecie "ufficiosa" affinis
- razze indonesiane, comprendente unicamente la sottospecie vittatus, considerata da alcuni una specie a sé stante (Sus vittatus);
- razze occidentali, comprendente le sottospecie ufficiali algira, attila, lybicus, majori, meridionalis, nigripes e scrofa e quelle ufficiose baeticus e castilianus, oltre alla sottospecie estinta sennaarensis;
- razze orientali, comprendente le sottospecie leucomystax, moupinensis, riukiuanus, sibiricus, taivanus e ussuricus;

Questa nuova classificazione è tuttavia lungi dal chiarire le idee, in quanto si hanno differenze anche a livello cromosomico fra le varie razze: parrebbe infatti che i cinghiali di razza occidentale (fra i quali sono compresi quelli diffusi in Europa, a eccezione del cinghiale sardo) posseggano trentasei cromosomi, mentre i cinghiali delle altre razze ne possiedono trentotto. Gli esemplari con trentasei e trentotto cromosomi possono tuttavia accoppiarsi fra loro senza problemi, dando prole fertile con trentasette cromosomi.

## Il cinghiale in Italia
Le sottospecie originarie di cinghiale viventi in Italia erano tre: Sus scrofa majori in Maremma, Sus scrofa meridionalis in Sardegna e un'ulteriore sottospecie diffusa nella parte settentrionale del Paese, estintasi prima di poter essere descritta scientificamente. Successivamente, le popolazioni peninsulari di cinghiale vennero contaminate con l'introduzione a scopo venatorio (in virtù delle loro maggiori dimensioni) di esemplari provenienti dall'Ungheria, che si sarebbero poi meticciati con le popolazioni autoctone. Le analisi elettroforetiche, tuttavia, lascerebbero supporre che non si tratterebbe di meticciamento vero e proprio: la sottospecie majori, infatti, altro non sarebbe che un ecotipo della sottospecie nominale di cinghiale, adattatosi alla vita in ambiente mediterraneo.
Secondo una letteratura accolta dalla maggior parte della comunità scientifica e teriologica italiana, il cinghiale è sempre stato un animale tipico della fauna italiana come per il resto dell'Europa. A partire dalla fine del 1500 la persecuzione diretta operata dall’uomo, accentuata dalle trasformazioni ambientali e dalla diffusione delle armi da fuoco, ha provocato una progressiva diminuzione del cinghiale che, all’inizio del XX secolo, sopravviveva con nuclei isolati solo nelle regioni tirreniche del centro e del sud Italia, nel Gargano e in Sardegna. La specie è successivamente ricomparsa sull’arco alpino nel 1919, quando alcuni animali provenienti dalla Francia colonizzarono Liguria e Piemonte; agli Anni ’50 risalgono invece gli ingressi di cinghiali in Friuli, provenienti dalla Slovenia. Dal secondo dopoguerra l’espansione della specie è stata fortemente favorita dall’intervento dell’uomo, attraverso le numerose immissioni a scopo venatorio accompagnate dalla scarsità del suo predatore naturale (il lupo), dovuta al bracconaggio che ha caratterizzato il trentennio precedente; oggi il cinghiale risulta distribuito senza soluzione di continuità nelle isole e dalla Calabria sino all’arco alpino occidentale, mentre nelle Alpi centro-orientali la sua presenza è ancora discontinua.
Per quanto riguarda la popolazione sarda, invece, i medesimi studi hanno dimostrato una sua netta distinzione sia a livello morfologico che genetico dalle popolazioni continentali, il che lascerebbe supporre che, come avvenuto anche in altre specie tipiche dell'isola, il cinghiale sardo non sia una specie autoctona dell'isola, ma discenda da suini semidomestici importati dall'uomo in Sardegna in tempi antichi e a uno stadio iniziale di addomesticamento.
I cinghiali presenti sul territorio italiano non sono stati ufficialmente contati da un ente statale, ma nel 2021 secondo ISPRA erano circa 1.500.000 mentre Coldiretti calcolava circa 2.300.000 animali nel 2024.

## Rapporti con l'uomo

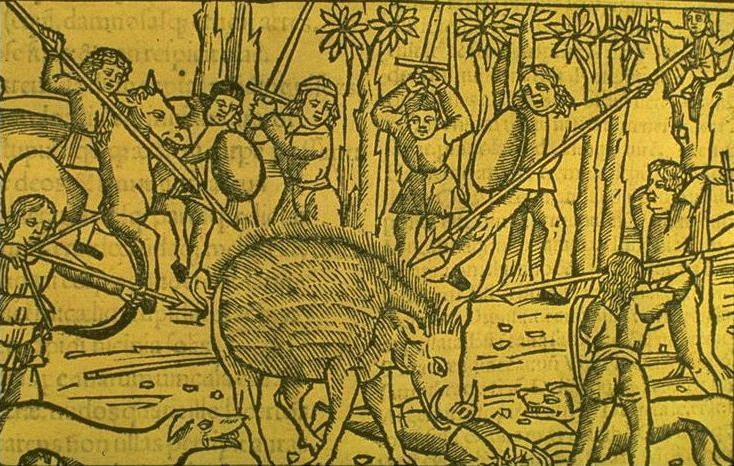
Una raffigurazione di caccia al cinghiale

In ambienti boschivi in cui la specie è autoctona il cinghiale svolge un'azione benefica, in quanto la sua continua opera di scavo nello strato superficiale del terreno contribuisce all'aerazione del terreno, alla diminuzione della presenza di larve di insetti nocivi e all'interramento di semi, favorendo quindi lo sviluppo del manto boschivo. La riduzione dell'habitat, tuttavia, ha provocato la concentrazione in zone ristrette di un gran numero di animali, il che a lungo andare provoca danni sia alla copertura arborea (che viene consumata e non rinnovata perché anche i semi e le giovani piante vengono consumati) che alla presenza animale nella zona: in particolare, è stato dimostrato un legame fra la presenza massiccia di cinghiale e la diminuzione del numero dei Cervidi presenti nell'area, oltre che di varie specie di Galliformi, come il gallo forcello, la pernice rossa e il fagiano.
Nelle aree nelle quali questo animale viene introdotto, invece, esso si rivela nocivo, in quanto soppianta altre specie di suidi e pecari eventualmente presenti nella zona e devasta le aree forestali con la sua continua opera di scavo. Esso inoltre causa il declino e la scomparsa di molte specie di rettili, anfibi e uccelli terricoli, in quanto si nutre attivamente sia degli animali che delle loro uova: per questo motivo, in molte aree in cui questo animale è stato introdotto vengono periodicamente organizzate battute di caccia per diminuirne drasticamente il numero.

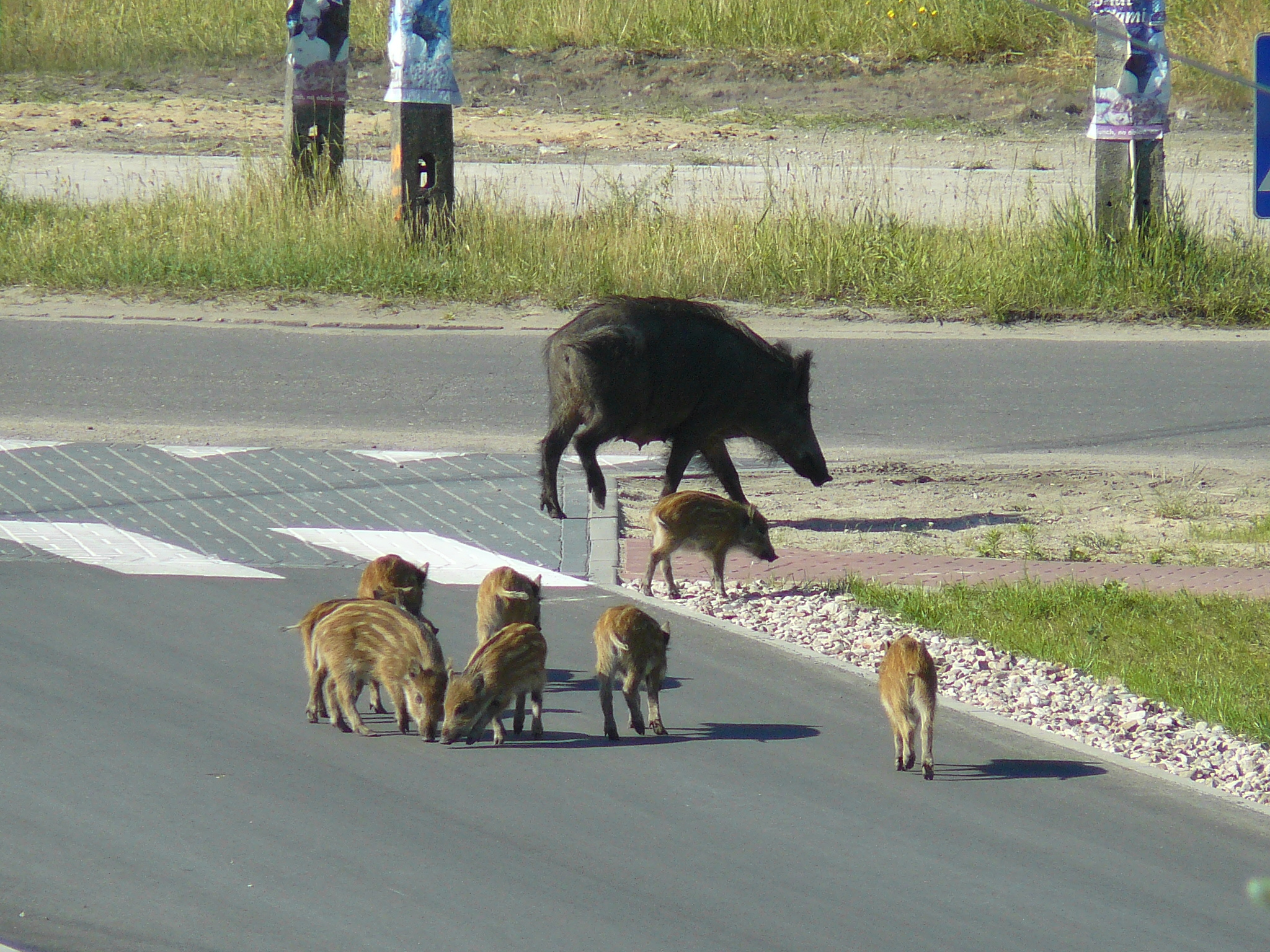
Cinghiali nei pressi di una zona urbana

Qualora il loro habitat confini con aree rurali, i cinghiali non esitano a lasciare nottetempo la copertura boschiva e avventurarsi nelle piantagioni, dove oltre a fare incetta dei prodotti coltivati devastano anche il terreno con il loro scavo, provocando danni anche ingenti: in alcune zone addirittura più dell'80% dei fondi per il risarcimento di danni causati da fauna selvatica viene destinato a cause riguardanti danni provocati proprio dai cinghiali.
Nelle aree a forte presenza umana, invece, i cinghiali possono lasciare i boschi per abbandonarsi a sortite notturne o mattutine nelle periferie urbane o nelle discariche, dove non esitano a nutrirsi del materiale organico contenuto nell'immondizia e possono causare danni ai veicoli che eventualmente transitano in zona.

### Il cinghiale nella mitologia
Da sempre apprezzato come fonte di cibo e selvaggina "nobile", ma allo stesso tempo considerato un avversario fiero e temibile dalle popolazioni primitive, il cinghiale è una presenza costante nelle mitologie antiche.

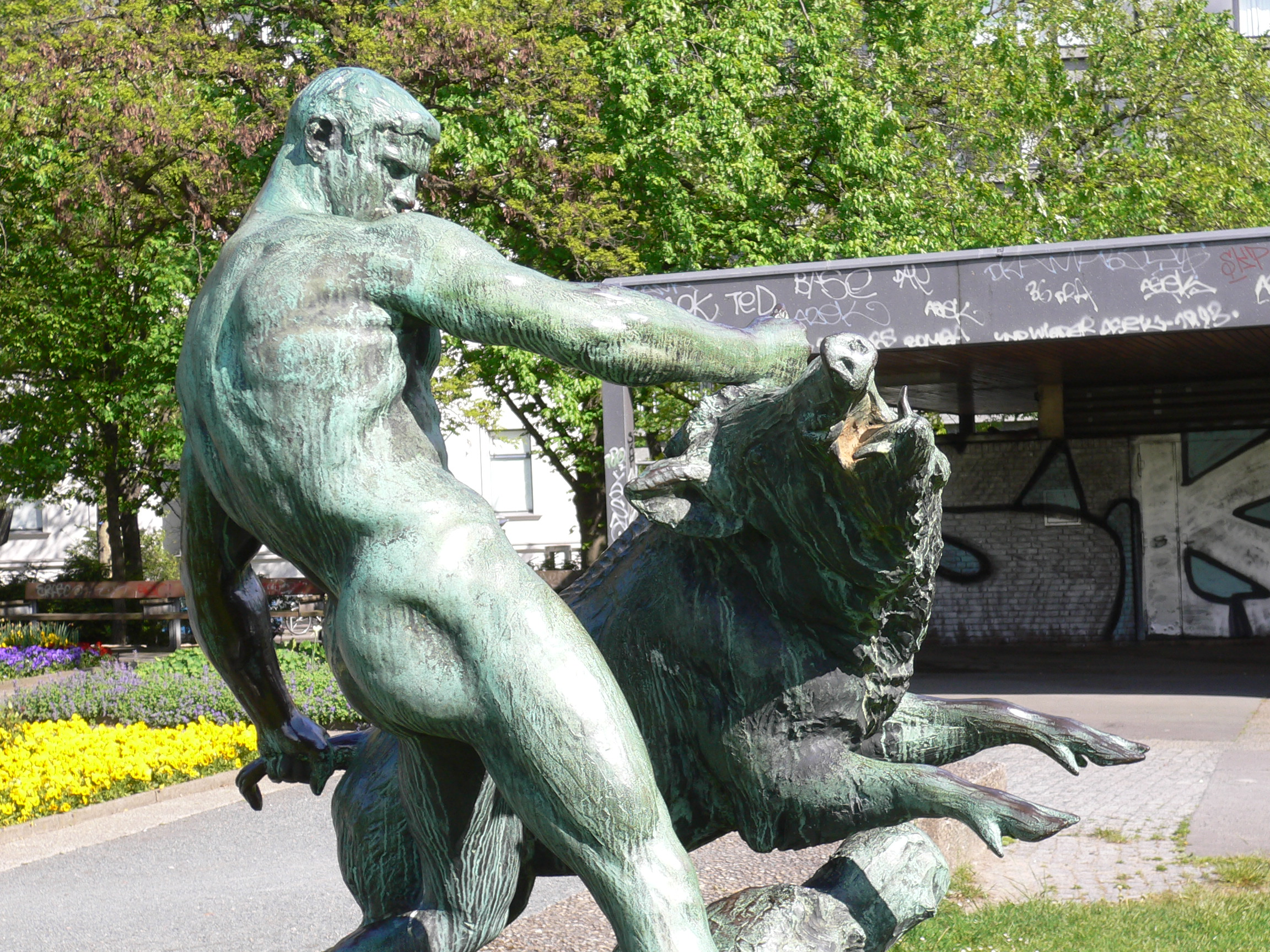
Raffigurazione della cattura del Cinghiale di Erimanto da parte di Ercole

Nella cultura dell'antica Grecia il cinghiale era visto come simbolo di morte: questo perché la stagione di caccia a questi animali si apriva il 23 di settembre, giorno vicino alla fine dell'anno. Il cinghiale era inoltre simbolo dell'oscurità in lotta con la luce, a causa delle sue abitudini notturne e della colorazione scura del manto.
Nella mitologia greca risaltano due cinghiali leggendari: il primo è il ben conosciuto cinghiale di Erimanto, ferocissimo animale che Eracle domò come quarta delle sue dodici fatiche, mentre il secondo è il cinghiale calidonio, poderosa bestia mandata sulla terra da Ares come punizione per Adone e uccisa nella caccia calidonia, alla quale partecipò la maggior parte degli eroi della mitologia greca.
Nella mitologia celtica, il cinghiale era invece considerato l'animale simbolo della divinità Arduina ed era sacro al dio Lug, spesso raffigurato infatti con un cinghiale al fianco. Il cinghiale era un frequente simbolo araldico dei guerrieri celti, rinvenuto un po' in tutta Europa issato su insegne o raffigurato su scudi e armi; ci sono giunte leggende celtiche su lotte tra eroi e cinghiali di eccezionale forza e ferocia, e molte storie mitologiche, come quella di Fionn mac Cumhaill nella mitologia irlandese, sono incentrate attorno alla caccia di questo animale. Sempre tra i Celti, vi era il mito del Cinghiale Bianco considerato magico apportatore di un'era di prosperità e benessere.
Anche presso le popolazioni italiche il cinghiale era simbolo araldico associato a forza, coraggio e valore in battaglia: sugli scudi sannitici e romani, era spesso raffigurato come emblema di reparto.

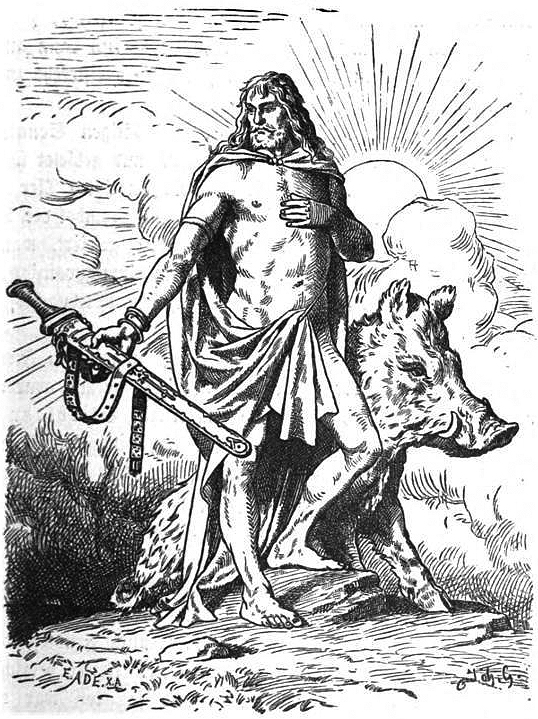
Il dio-cinghiale Gullinbursti assieme al dio norreno Freyr

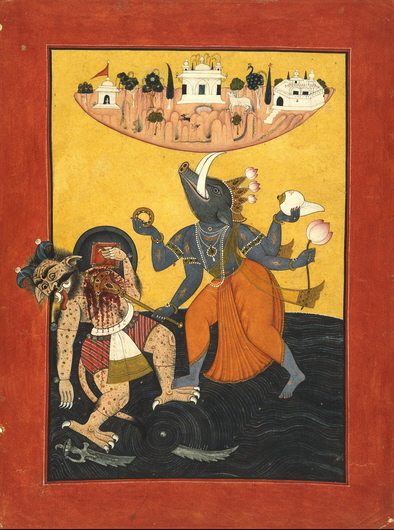
Incarnazione di Visnù sotto forma di cinghiale

Nella mitologia norrena il cinghiale è associato alla fertilità ed è fedele accompagnatore degli dei Freyr (il cui cinghiale si chiama Gullinbursti) e Freia (il cui cinghiale si chiama Hildisvíni): si pensa che la figura di Freyr con il suo cinghiale sia stata poi trasfigurata nella cristianità in quella di San Nicodemo da Cirò o di Sant'Antonio Abate, ambedue spesso raffigurati in compagnia di questo animale.
Nella Persia dell'impero sasanide i cinghiali erano considerati meritevoli di rispetto in quanto creature coraggiose e sprezzanti del pericolo, tanto che l'aggettivo Boraz o Goraz (cinghiale) veniva aggiunto al nome di una persona per sottolinearne il coraggio in battaglia.
Nella mitologia indiana il cinghiale invece rappresenta Varāha, il terzo avatar di Visnù.

### Addomesticamento del cinghiale
La domesticazione del cinghiale viene generalmente ricondotta a vari eventi indipendenti fra loro, avvenuti a più riprese in Cina, Turchia, Mesopotamia e Thailandia fra gli 8000 e i 4000 anni fa: si optò per questa specie in quanto, pur dimostrandosi piuttosto aggressiva, mostrava crescita veloce, si riproduceva facilmente in cattività (dando peraltro cucciolate numerose), ma soprattutto non era particolarmente esigente dal punto di vista dell'alimentazione, in quanto poteva nutrirsi di quanto l'allevatore scartava.
Con il tempo si tese a privilegiare le linee di sangue meno aggressive e con maggiore tendenza a mettere massa sotto forma di carne, portando alla scomparsa quasi totale delle zanne e della copertura setolosa e all'aumento delle dimensioni e gettando quindi le basi per quello che poi sarebbe diventato il comune maiale domestico.

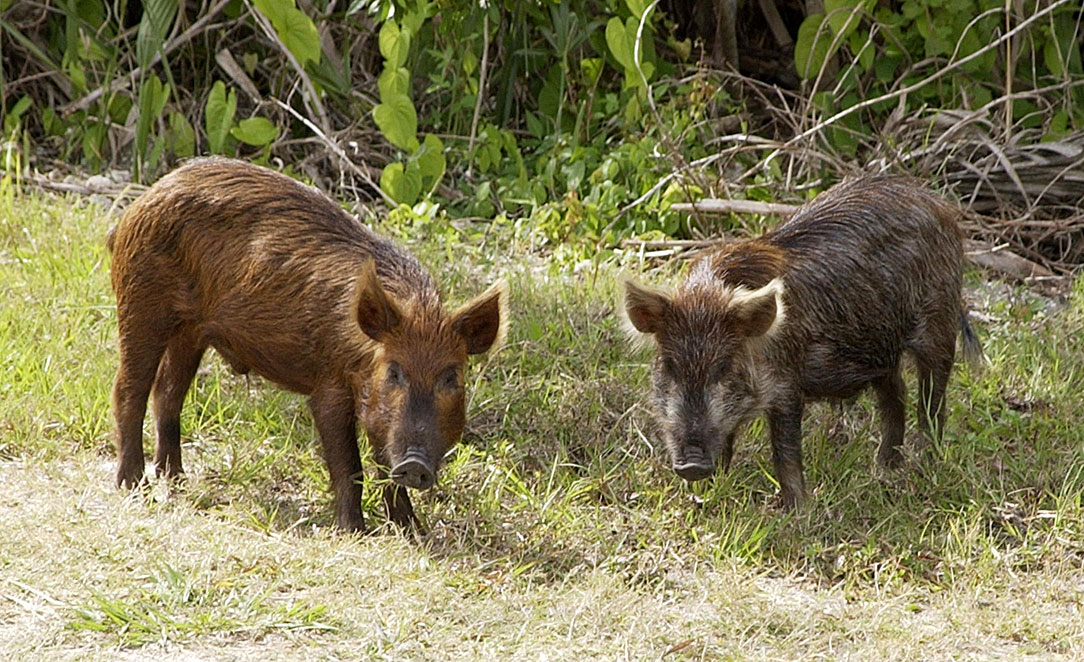
Maiali rinselvatichiti in Florida

Solo nel XVIII secolo iniziò l'allevamento selettivo e intensivo del maiale. Fino a quel momento i maiali venivano tenuti in regime di semilibertà, rendendosi quindi estremamente suscettibili di meticciamento con cinghiali selvatici: questi maiali erano perciò di aspetto ancora molto simile ai cinghiali, con pelo lungo e colorito bruno. Cronache dell'epoca segnalano pesi medi di una cinquantina di chili nell'animale eviscerato, il che segnala una stasi dal momento della domesticazione: gli animali in stadio precoce di domesticazione, infatti, tendono sempre a diminuire le proprie dimensioni rispetto alla popolazione selvatica.
L'avvio di una nuova concezione dell'allevamento intensivo in recinti rese possibile una selezione più accurata e sicura dei riproduttori, tesa all'aumento di dimensioni, alla diminuzione dell'aggressività e a una maggiore tendenza alla conservazione della carne (che nel cinghiale selvatico, così come nei maiali semiselvatici, va assai rapidamente in putrefazione): tale selezione portò all'ottenimento della prima razza vera e propria di maiale domestico nel 1805, in Inghilterra.

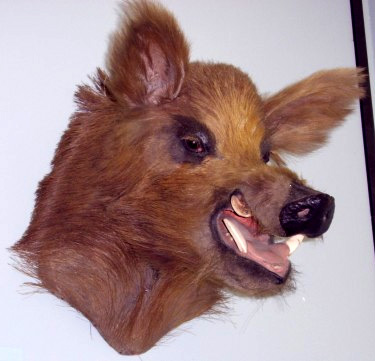
Ibrido cinghiale/maiale domestico esposto come trofeo di caccia

L'addomesticamento del maiale, tuttavia, è un processo non del tutto riuscito: i maiali che fuggono dalla cattività non faticano a vivere allo stato brado e si rinselvatichiscono nel giro di poche generazioni, dando origine a popolazioni brade. Questi animali, tuttavia, non sono definibili come cinghiali (così come i cani rinselvatichiti non sono definibili lupi), per vari motivi:
- pur presentando il caratteristico manto setoloso del cinghiale, sebbene meno denso, i maiali rinselvatichiti risentono della selezione in cattività in quanto il colore del pelo e della pelle varia da individuo a individuo, con esemplari pezzati, rossicci, biancastri e neri. Spesso è inoltre presente una banda scura lungo la spina dorsale;
- il collo dei maiali rinselvatichiti è più sottile rispetto a quello del cinghiale, le orecchie sono più grandi e la caratteristica criniera è assente;
- le orecchie dei maiali rinselvatichiti sono più grandi e allargate rispetto a quelle dei cinghiali; spesso inoltre l'animale le porta pendenti in avanti anziché diritte sulla testa.

Rispetto ai maiali domestici, invece, questi maiali selvatici hanno zampe e cranio più slanciati e allungati e sono provvisti di zanne, mentre la coda non si arriccia, ma è dritta e pende verso il terreno.. I cinghiali spesso si accoppiano con esemplari di maiale domestico che vengono liberati in natura; da questa unione nascono esemplari che fisicamente ricordano il maiale domestico ma che presentano caratteristiche del cinghiale come una pelliccia seppure meno folta di quella di quest'ultimo e delle grosse zanne. Un esempio di ibrido è il famoso "Hogzilla" un esemplare catturato nel 2004; dopo di esso altri esemplari di grosse dimensioni sono stati avvistati e catturati..

### Caccia e uso commerciale
Fin dal Mesolitico, l'uomo caccia attivamente il cinghiale per il proprio sostentamento: l'invenzione della freccia rese molto meno pericolosa la caccia a questi animali, visto che per un uomo, per quanto armato di lance o coltelli, confrontarsi corpo a corpo con un grosso cinghiale è rischioso.
Nella società dell'Antica Roma e nell'Europa del Medioevo, la caccia al cinghiale era un'attività quotidiana per sfamarsi. Uccidere un grosso maschio veniva considerata una prova di coraggio, visto che questi animali diventano pericolosi quando feriti: lo dimostra il fatto che l'uccisione di un cinghiale con una lancia da parte di Carlo Magno nel 799 viene apprezzata come atto di audacia anche da Papa Leone III.

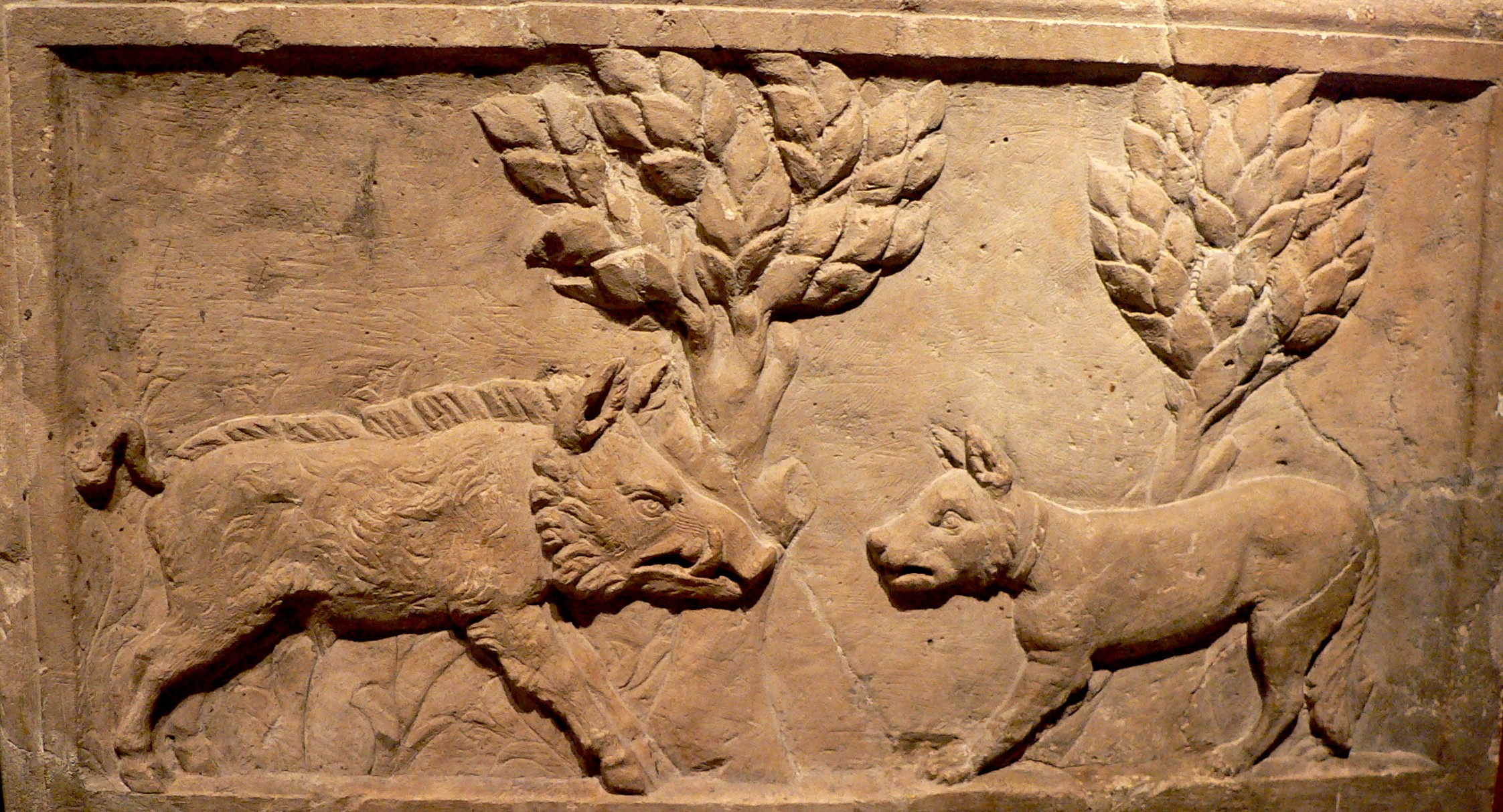
Un molosso alle prese con un cinghiale in un bassorilievo romano a Colonia

La caccia al cinghiale veniva però solitamente effettuata a cavallo, con l'ausilio di grossi levrieri e molossi. Spesso i cani erano dotati di ampi collari di maglia di ferro come difesa dai morsi dell'animale: tali collari a volte si estendevano sino a ricoprire anche il torso o la testa dell'animale. I cani avevano la funzione di fiaccare l'animale mordendolo e inseguendolo, fino a farlo accasciare esausto in un luogo dove il cacciatore avrebbe potuto finirlo a distanza ravvicinata.
Lo sviluppo delle armi da fuoco rese la caccia al cinghiale molto meno pericolosa; i nobili uccidevano perciò senza sforzo centinaia di animali, costringendo poi la popolazione locale (alla quale solitamente era vietato uccidere gli animali, anche qualora stessero danneggiando le loro colture) a comprarne la carne oppure a pagare i pedaggi con carne di cinghiale. Con la fine degli assolutismi, i contadini indigenti ripiegavano sulla selvaggina per poter integrare il poco che riuscivano a ottenere dalla propria terra: questo portò alla decimazione del cinghiale in gran parte del suo areale europeo.
Nei Paesi industriali la caccia a questo animale è praticata come hobby e spesso i cinghiali vengono allevati al fine di venderne la carne, sia fresca che sotto forma di insaccati. La carne di cinghiale, infatti, è considerata una delicatezza in molte zone (basti pensare alle pappardelle al cinghiale): nonostante la carne in commercio provenga generalmente da allevamenti o comunque da popolazioni controllate e quindi sane, è stato messo in relazione il consumo di carne di cinghiale di dubbia provenienza al diffondersi dell'epatite E in Giappone.
L'8 marzo 2013 si diffuse la notizia del ritrovamento di ventisette cinghiali contaminati dal Cesio 137, con valori cinquemila volte sopra la norma in Valsesia. Il ministero della salute avviò indagini che portarono a nuovi casi anche in Val Vigezzo.
Nonostante la caccia ad alto impatto il cinghiale non è mai stato in reale pericolo di estinzione, di fatti si riproduce a dismisura invadendo parchi e città non curandosi della presenza dell'uomo.
Le rigide setole che ricoprono la pelle dei cinghiali hanno per lungo tempo trovato un largo utilizzo nella produzione di pennelli, spazzole e spazzolini da denti, almeno fino all'invenzione e all'utilizzo su larga scala di materiali sintetici a tal fine, negli anni trenta: per fabbricare questi oggetti venivano solitamente utilizzate le setole provenienti dal collo dell'animale, più soffici e quindi meno dannose per le gengive.
Le setole, tuttavia, tendono ad asciugarsi piuttosto lentamente, e perciò possono favorire alla lunga la proliferazione di batteri sulla loro superficie: per questo motivo sono state sostituite nel tempo da materiali sintetici. I pennelli fatti con le setole di questo animale, invece (e in particolare quelli utilizzati per la pittura a olio), sono considerati di grande pregio: la punta del pelo del cinghiale tende infatti a dividersi in più parti, permettendo di trattenere più colore e di diffonderlo in strati spessi con un ottimo effetto.

### Gastronomia

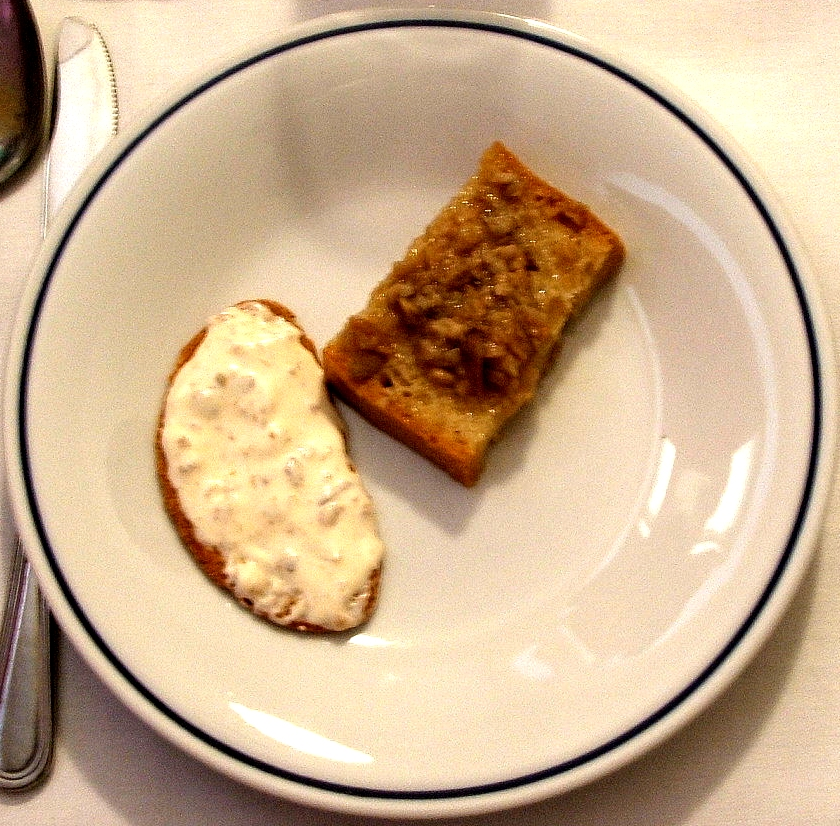
Crostini insaporiti con crema ai funghi e ragù di cinghiale

L'utilizzo gastronomico del cinghiale ha radici molto antiche: lo possiamo trovare nell'antica cucina romana, molto famoso è per esempio l'aper conditum o cinghiale candido, ne parla anche Apicio nei suoi libri di ricette.
La carne di cinghiale è assai apprezzata un po' in tutto il mondo, eccezion fatta per quei Paesi in cui la religione impone il divieto di assaggiarla in quanto appartenente a un suino: è il caso dei Paesi arabi o di Israele. In Italia, la carne di cinghiale proviene perlopiù da esemplari di allevamento o da esemplari selvatici uccisi all'estero, principalmente in Ungheria, Balcani ed Europa centrale, a eccezione della Sardegna, dove viene cacciato nell’entroterra e consumato dalla popolazione isolana.
Prima del consumo, le carni di cinghiale andrebbero per legge sottoposte a esame trichinoscopico dall'Azienda Sanitaria Locale, e solo dopo un responso negativo dell'esame potrebbero essere destinate alla vendita e al consumo: tuttavia, questa normale prassi attuata dai cacciatori non viene eseguita nel caso di esemplari abbattuti da bracconieri, che nella maggior parte dei casi destinano la carne dell'animale ucciso al consumo familiare e rifiutano di addossarsi le spese dell'esame.

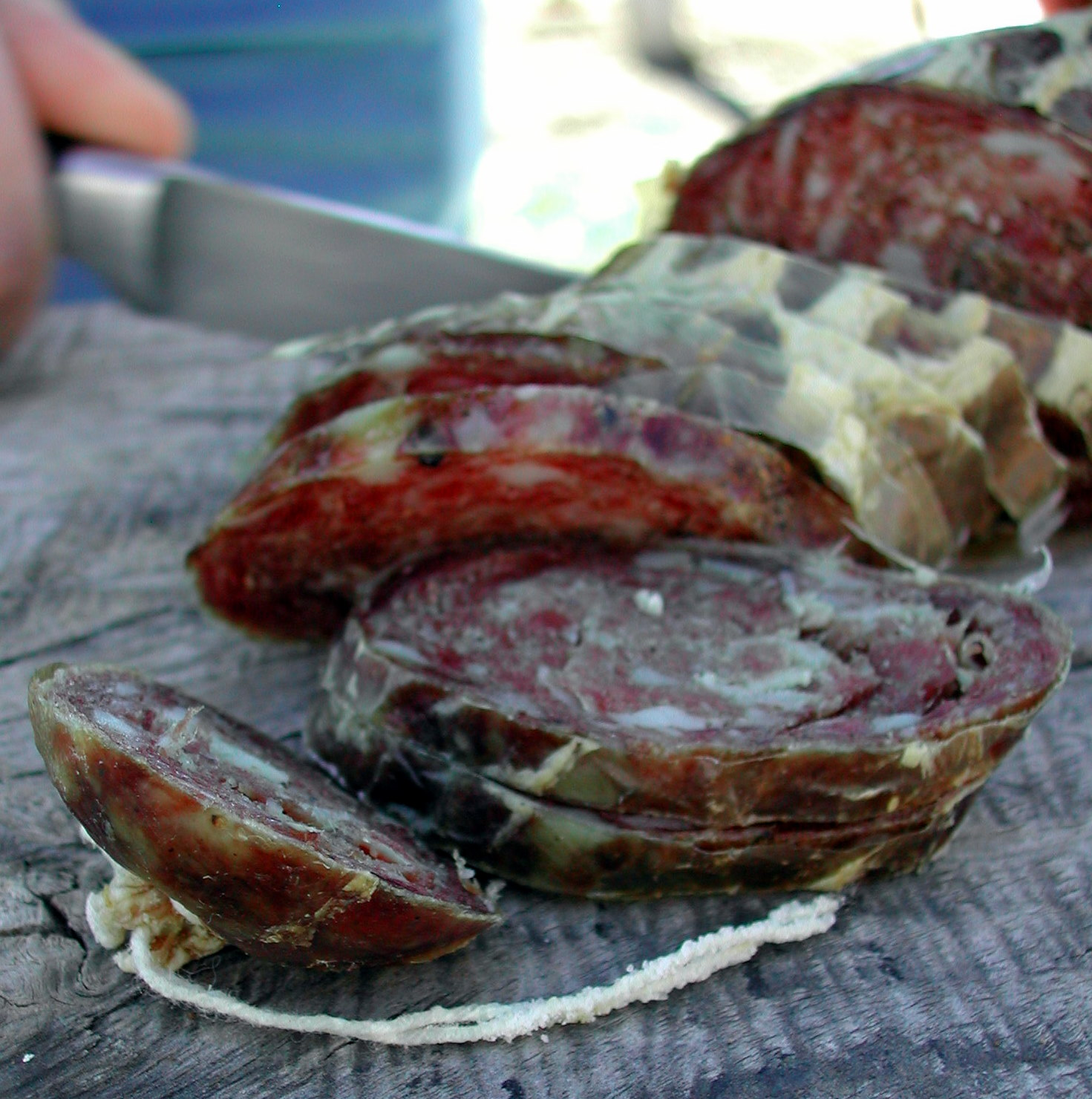
Salame di cinghiale

La carne di cinghiale è rinomata e apprezzata, in quanto unisce al sapore della carne suina quello della cacciagione. Essendo piuttosto fibrosa, essa si presta particolarmente a cotture in padella, come stufati, cotture in umido o sughi (per esempio le pappardelle al cinghiale o il cinghiale alla maremmana): non sfigura tuttavia nemmeno in arrosti o carni allo spiedo, purché venga sottoposta a lardellatura per renderla meno asciutta: spesso i piccoli, ritenuti particolarmente gustosi dagli intenditori, vengono arrostiti interi, previa eviscerazione. Per la loro polposità vengono prediletti i tagli della coscia di cinghiale, ma in alcune zone anche la carne della testa è considerata una prelibatezza.
Trattandosi di selvaggina, risulta conveniente sottoporre la carne a marinatura prima di passare alla cottura, per evitare spiacevoli note di selvatico nella carne quando la si va ad assaggiare (in acqua, aceto, vino o latte). La frollatura non è invece solitamente praticata sulla carne di cinghiale, anche perché essa tende ad andare a male assai più velocemente di altri tipi di carne. Proprio il suddetto motivo, con la conseguente esigenza di poter conservare la carne in eccesso il più a lungo possibile quando la surgelazione ancora non esisteva, ha fatto sì che, in particolare in Italia centrale, divenisse popolare l'insaccatura della carne di questo animale, dando origine ai famosi e pregiati prosciutti e salami di cinghiale.

## Il cinghiale in araldica

Lo stemma della città di Peia (BG), rappresentante un cinghiale

Il cinghiale è piuttosto comune nell'araldica di alcune zone, come la Germania meridionale e l'Italia settentrionale: si può però trovare anche negli stemmi di alcune zone dell'Italia meridionale. Per esempio questo animale è rappresentato negli stemmi delle città di Benevento e di Apricena (comune in provincia di Foggia il cui nome deriverebbe dal latino aper, "cinghiale", e cena, "cena", in riferimento a un grande banchetto che, secondo una leggenda, ivi si tenne in presenza dell'imperatore Federico II per festeggiare la cattura di un enorme cinghiale) e di una provincia del Regno di Napoli, l'Abruzzo Citra, così come nello stemma del corrispondente di quest'ultima, la provincia di Chieti. Per quanto riguarda il centro Italia, il cinghiale compare nello stemma del comune di Labro (RI).
Il cinghiale rappresenta generalmente la forza e il coraggio in battaglia. La sua presenza negli stemmi è solitamente associata alla presenza in tempi passati nella zona di tribù galliche o celtiche, che al cinghiale erano particolarmente devote perché legate a esso sia da vincoli religiosi (come già detto in precedenza, il cinghiale era l'animale totemico di molte tribù barbare) che alimentari, in quanto la caccia al cinghiale era una delle fonti primarie di sostentamento di queste popolazioni (basti pensare alla saga di Asterix, nella quale ogni avventura dei due protagonisti termina con una grande tavolata a base di cinghiale arrosto).

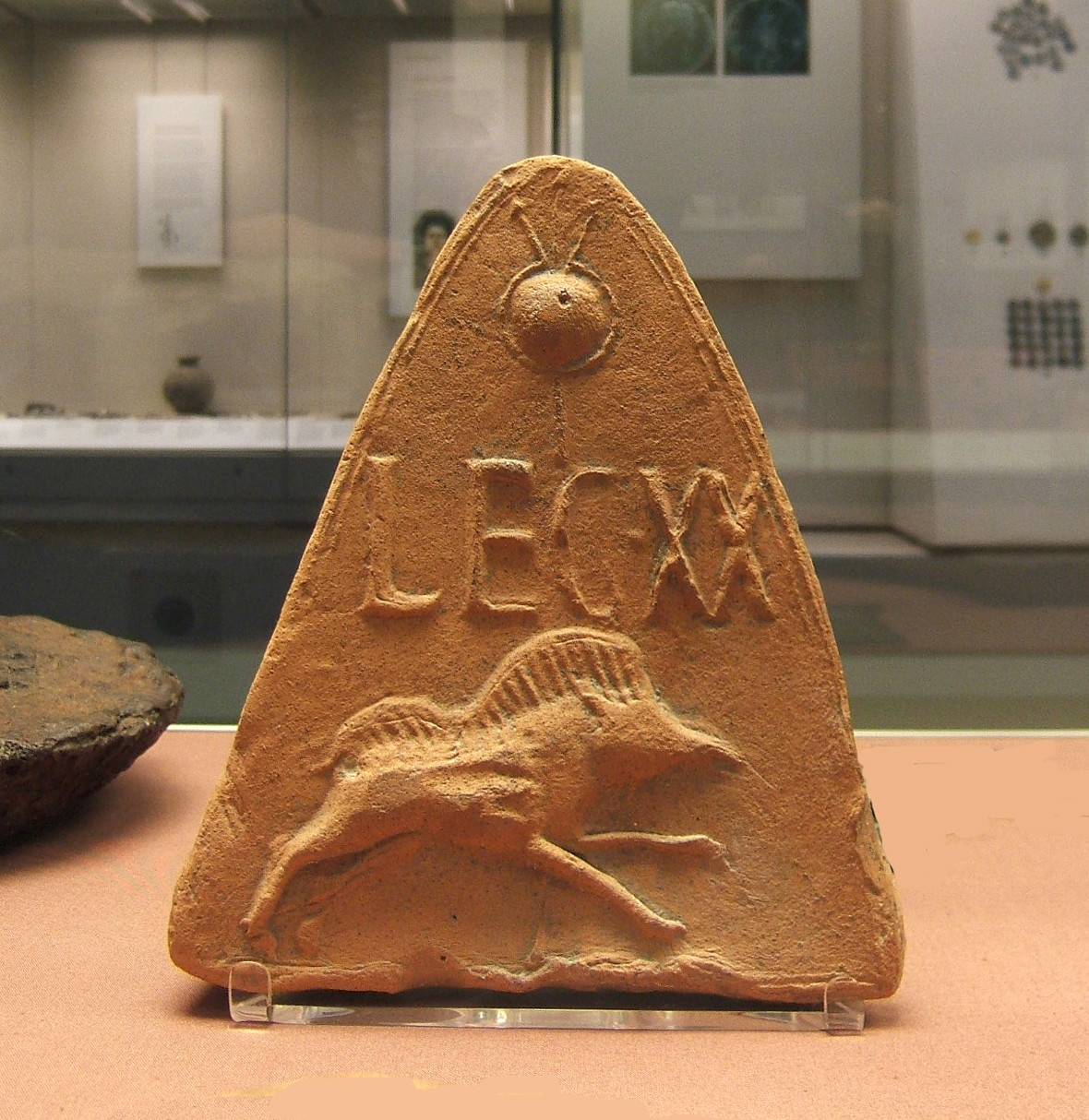
Raffigurazione in altorilievo dell'insegna della Legio XX Valeria Victrix

Gli antichi Romani mutuarono l'utilizzo di questo animale in araldica proprio delle tribù galliche stanziate nella Pianura Padana. Almeno tre legioni romane, infatti, avevano per emblema uno di questi animali: Legio I Italica, Legio X Fretensis, Legio XX Valeria Victrix. La seconda delle tre fu coinvolta nella prima guerra giudaica, e secondo alcune teorie i massacri e le distruzioni perpetrati in Giudea sotto l'insegna raffigurante il cinghiale sarebbero fra le cause dell'avversione giudea verso tutto ciò che è suino.

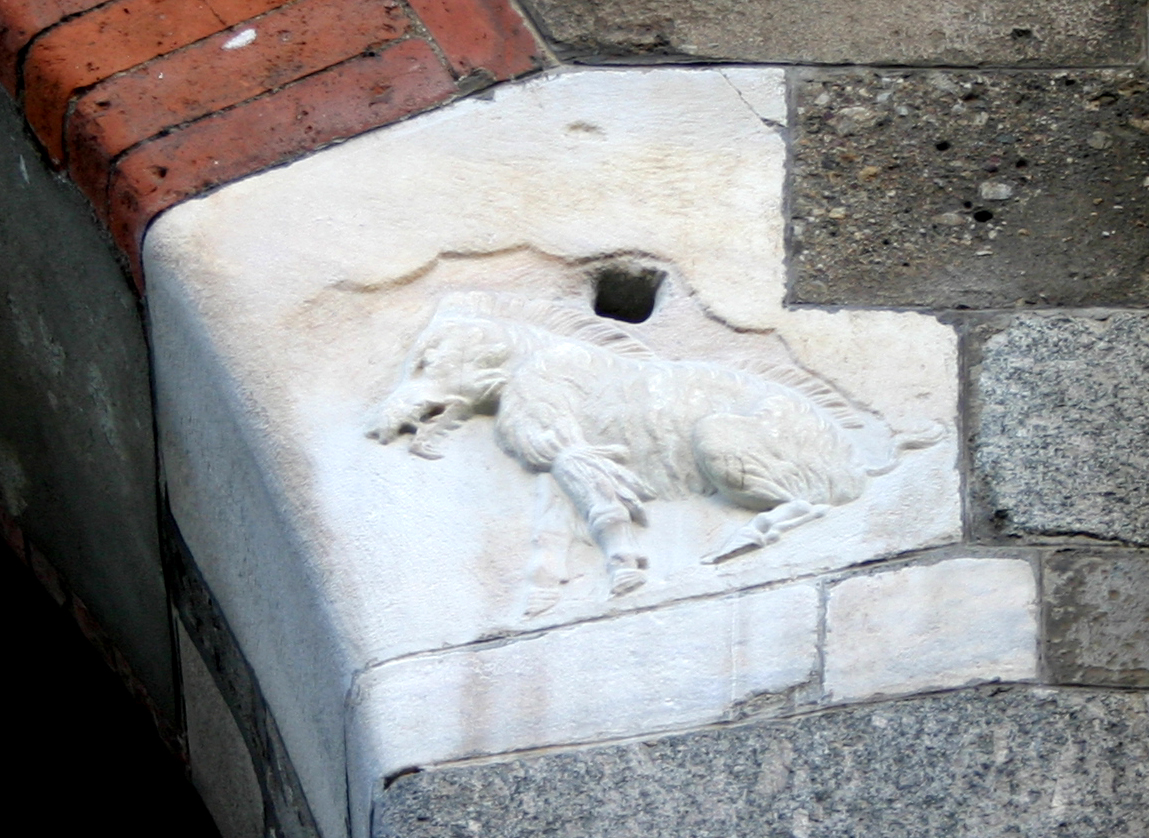
Bassorilievo raffigurante la "scrofa medio-lanuta"

Il cinghiale (sotto forma di scrofa semilanuta) è anche uno dei simboli della città di Milano: come riferito nel libro Emblemata di Andrea Alciato, edito nel 1584, durante gli scavi per edificare le mura difensive della città venne dissotterrato proprio uno di questi animali. Al di fuori delle motivazioni leggendarie, si ha motivo di credere che la scelta sia caduta proprio su questo animale poiché la tribù celtica degli Edui, stanziata nella zona dove sorse la città e probabilmente fra le sue fondatrici, aveva come animale totemico proprio il cinghiale. Il cinghiale raffigurato nello stemma, tuttavia, possiede un inusuale vello lanoso: ciò è dovuto alla fusione dell'animale con l'ariete, animale totemico dell'altra tribù fondatrice della città, vale a dire quella dei Biturigi. Proprio questa "scrofa mediolanuta" starebbe all'origine del nome latino della città di Milano, Mediolanum: tuttavia, si è più propensi a credere che il nome della città derivi da qualche toponimo celtico significante "in mezzo alla pianura".

## Simbologia: il cinghiale nell'arte e nella cultura popolare

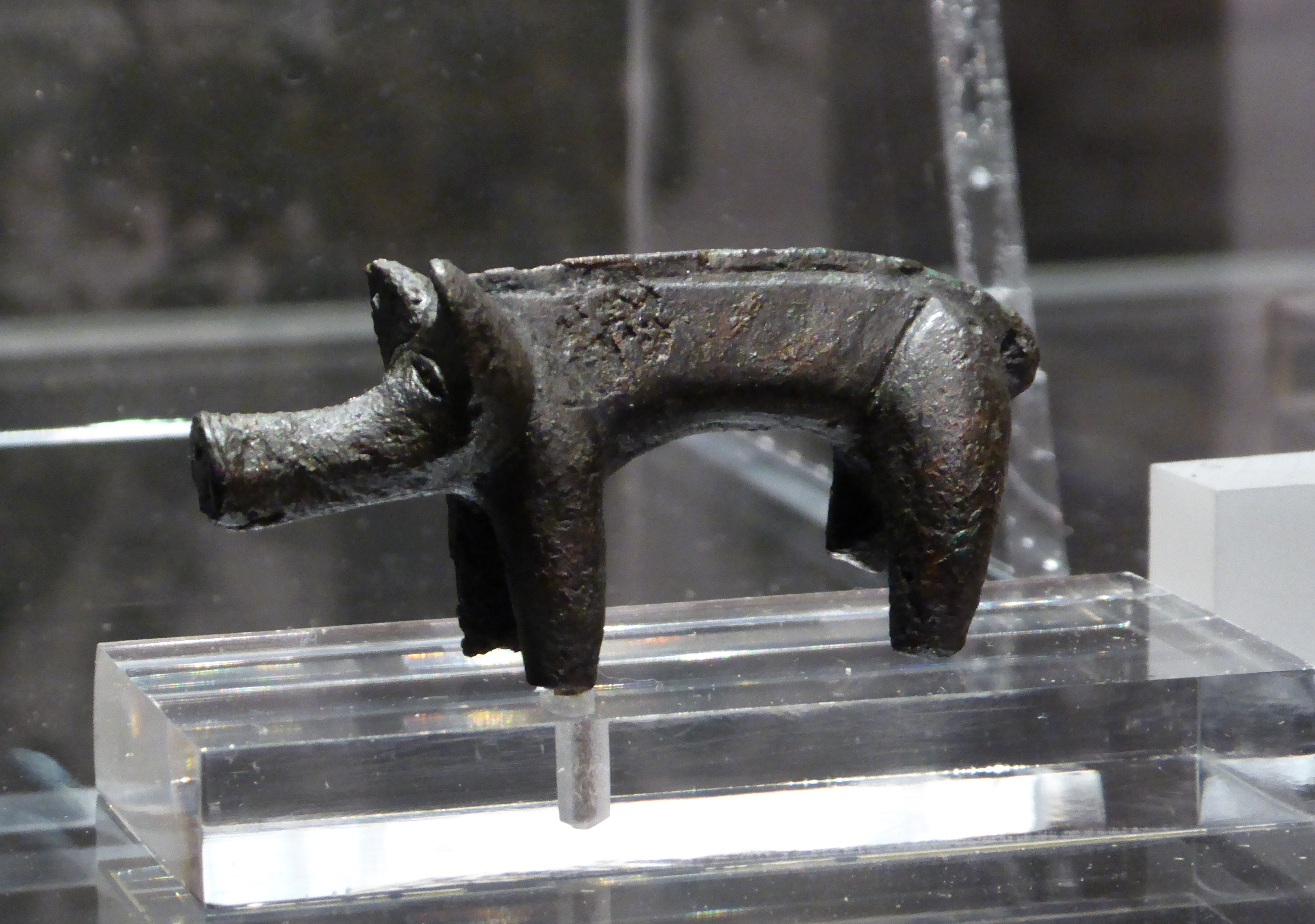
Statuetta celtica di cinghiale - Ashmolean Museum (catalogo AN 1936.175)

Nell'arte celtica, specialmente gallica, il cinghiale è un soggetto particolarmente rappresentativo, molto utilizzato, soprattutto come insegna militare, di ruolo anche sacrale, in modo molto simile all'aquila romana. L'animale figura anche spesso nell'iconografia monetaria (ove però non primeggia) e nei ritrovamenti archeologici di idoli (presso noti santuari) e nella produzione scultorea celtica preromana (es. i Verraco). Stilisticamente, l'arte celtica raffigura il cinghiale in forma spesso molto stilizzata ma sempre con la cresta dorsale, intesa quale simbolo della bellicosità, ben evidente.
Il cinghiale è un animale che grazie alla sua diffusione ed al suo fascino, ha sempre avuto un forte valore simbolico per le popolazioni preromaniche, tra cui Galli e Celti, da cui veniva ammirato e spesso idolatrato come animale sacro, incarnazione di un Dio. A partire dagli induisti, fino ai popoli pagani dell'Europa centrale, il cinghiale era simbolo di un'indomata forza vitale, creatrice e distruttrice, dal coraggio indomito e dalla natura selvaggia: per questi motivi spesso associato alla Dea Madre. In questo senso, accostato alla figura di Colei che ha dato la vita al mondo, il cinghiale diventa simbolo di fertilità e forza femminile, gravidanza e nuova nascita. D'altro canto, vista la sua forza e la sua natura bellicosa, il cinghiale è associato al principio maschile del Sole. Simbolo spesso di battaglia, accompagnava i guerrieri nelle loro imprese, assicurando loro forza e protezione: spesso infatti troviamo la figura del cinghiale su vessilli romani, lance e attrezzi da guerra. Nello stesso senso, i Celti erano soliti nutrirsi di carne di cinghiale prima di andare in battaglia.
Per il suo vagabondare nei boschi, questo animale assumeva presso le popolazioni celtiche una valenza duale: caos, guerra e forza da un lato, ma anche la capacità di risvegliare il lato spirituale, trattare con gli spiriti ed avvertire altre dimensioni, e morte. Vista la dualità del simbolo, classica dei culti precristiani che non prevedevano un bene e un male, l'animale è stato interpretato dalla cristianità con valenza negativa, arrivando nel Medioevo a rappresentare Satana, conferendo all'animale un significato incline alla bestialità e alla brutalità.
Il cinghiale, a dimostrazione della sua importanza per gli antichi, è protagonista di moltissimi miti in diverse culture: da Ercole che lo affronta nelle dodici fatiche, il mito del cinghiale bianco in Toscana, la trasformazione di Ares, dio della guerra... Fino ai miti nordici di Freia, dea dell'amore, che proteggeva in battaglia i guerrieri che indossavano pellicce di cinghiale.

## Denominazioni
La denominazione comune dei cinghiali in base a età e sesso è identica a quella utilizzata per i maiali domestici: il cinghiale maschio adulto (vale a dire maturo sessualmente) può venire colloquialmente definito verro, mentre la femmina viene detta scrofa. I piccoli possono invece essere chiamati lattonzoli o cinghialetti fino a svezzamento avvenuto.
Nel gergo venatorio, con il termine solengo si è soliti indicare (soprattutto nel Nord Italia) il maschio adulto del cinghiale: si tratta di grossi esemplari (al di sopra dei 70–80 kg di peso) che conducono vita solitaria per la maggior parte dell'anno, avvicinandosi ai gruppi di femmine solo durante il periodo degli accoppiamenti. Estremamente pericolosi per le mute di cani utilizzate per la caccia in battuta, i solenghi sono molto ricercati per il loro trofeo, rappresentato dalle grosse e affilate zanne (cosiddette difese).
Il termine nero, invece, viene utilizzato per indicare un cinghiale di cui non si conosce il sesso, ma del quale si sa che pesa da vivo più di 60 kg, dato questo che può essere ottenuto, per esempio, attraverso l'osservazione delle orme e delle pozze di insoglio (le pozze dove l'animale è solito rotolarsi nel fango).
Il termine porcastro, anch'esso tipico del linguaggio della caccia, indica un cinghiale il cui peso è inferiore ai 60 kg prima di venire eviscerato: lo stesso termine viene utilizzato nel Nord Italia, nell'area che va grossomodo dal bresciano al Piemonte, per indicare gli animali generati dall'unione di un verro di cinghiale con una scrofa di maiale domestico.

## Diffusione
Secondo dati Ispra-Confagricoltura, in Italia al 2021 si contavano 1.5 milioni di esemplari di cinghiale.

## Nella cultura di massa
- Nella collana di albi a fumetti di Astérix il cinghiale arrosto è un alimento molto diffuso nella dieta degli abitanti del villaggio gallico, e soprattutto il guerriero Obélix ne è particolarmente ghiotto. C'è un'imprecisione (in realtà gioco di parole voluto) nell'avventura Astérix Gladiatore, allorché Astérix, alla domanda di Obélix sul nome latino del cinghiale, lo definisce Singularis porcus, invece di Sus scrofa. Il gioco di parole, di difficile comprensione nella traduzione italiana, si riferisce alla natura suide dell'animale (porcus) e al termine sanglier, che significa appunto "cinghiale" in francese, la cui radice etimologica è proprio singularis.[senza fonte]